# Ecuador en la clasificación de Conmebol para la Copa Mundial de Fútbol de 2018
La selección de fútbol de Ecuador fue uno de los diez equipos nacionales que participaron en la clasificación de la Conmebol para la Copa Mundial de la FIFA, en la que se definieron los 5 representantes de la Confederación Sudamericana de Fútbol para la Copa Mundial de Fútbol de 2018 que se desarrolló en Rusia. Las «Eliminatorias mundialistas» se disputaron del 8 de octubre de 2015 hasta el 10 de octubre de 2017. Los diez equipos nacionales disputaron la clasificación en un sistema de liga (todos contra todos) en partidos de ida y vuelta; luego de la última jornada, los cuatro primeros lugares obtuvieron cupos directos al Mundial de Rusia, mientras el quinto lugar disputó una repesca contra el representante de la Confederación de Fútbol de Oceanía (OFC).
La Tricolor inició esta clasificación con un alto rendimiento en las primeras cuatro fechas de las eliminatorias, batiendo un récord dentro de su historial de eliminatorias, llegando a ocupar por tres jornadas consecutivas el primer lugar de la tabla de posiciones; sin embargo, el descontento de los fanáticos de los clubes que no fueron considerados a formar parte de la selección,junto con gran parte del sector de la prensa, crearon presiones externas en un frente de confrontación al director técnico Gustavo Quinteros.
Después de las cuatro primeras fechas,producto del recambio de jugadores de otros clubes locales como Barcelona y Liga, el equipo comenzó a obtener malos resultados,lo que provocó la acumulación de malos resultados (entre ellos dos derrotas históricas) hasta afectar el cupo de la selección en el mundial, llegando a tener y batir un récord negativo de seis derrotas consecutivas en las 6 últimas fechas de la eliminatorias, récord que ninguna selección perteneciente a la Conmebol había sufrido desde que se juega el formato todos contra todos. A esto se sumó la desaparición de la dirigencia de Luis Chiriboga,y las malas decisiones administrativas de Carlos Villacis sucesor de Chiriboga. 
Una vez que finalizó la eliminatoria la selección ecuatoriana, de los 18 partidos que disputó, obtuvo solo 6 victorias, 2 empates y 10 derrotas; logrando anotar 26 goles, pero recibiendo 29 en su arco, por lo tanto finalizó en octavo puesto, con 20 puntos y con -3 de gol diferencia, quedando así sin clasificar a Rusia 2018, el fracaso de estas eliminatorias como la presentación del equipo y del cuerpo técnico, significó que a las eliminatorias de Rusia 2018 sean consideradas como las peores eliminatorias de la selección ecuatoriana desde que se juega el formato todos contra todos, marcando además una de las peores actuaciones de una selección Sudamericana dentro de una eliminatoria.

## Antecedentes: El estancamiento de la generación 2010 y 2014
La tricolor después de  eliminación en la clasificación Sudáfrica 2010, producto de la polémica victoria del equipo Uruguayo comandado por Diego Forlán, Sebastián Abreu, Luis Suárez y Edinson Cavani por 2 a 1 en el Atahualpa como la victoria de la selección Chilena de Marcelo Bielsa por 1 a 0 en el Estadio Monumental, lo que truncó las esperanzas de la Tricolor por clasificar aun tercer mundial consecutivo, algo que se logró cumplir en cuanto confirmó su regreso a la Copa Mundial Brasil 2014, donde la Tricolor tuvo una gran campaña siendo el mejor local de la eliminatoria 2014, después de 8 años de ausencia luego de su participación en Alemania 2006 donde la tricolor caería en octavos de final por 1 a 0 contra Inglaterra, en esta ocasión la tricolor aseguró su clasificación al ganarle por 1 a 0 a Uruguay en el 2013, a pesar de al final de la eliminatoria cayó por el marcador 2 a 1 en el Nacional de Santiago con Chile, aseguró la clasificación.
A partir de eso la tricolor disputaría, un total de 6 partidos amistosos donde destacó su tercer partido la cual fue una victoria de Australia en Inglaterra donde la tricolor que perdía 3 a 0 remontó a un 4 a 3 en el marcador final, no obstante, en los demás amistosos dejó varias dudas ya que en su primer partido con Argentina jugado en Houston, empató sin goles, en su segundo amistoso jugado con Honduras en Houston empató a 2 a 2, en cuarto amistoso empató en Ámsterdam con Países Bajos, en su quinto amistoso perdería por 3 a 1 con México, y en su último amistoso jugado en Miami con Inglaterra empató 2 a 2 donde en dicho partido destacó la falta y altercado que tuvo Antonio Valencia con Raheem Sterling, en estos partidos amistosos destacaría Enner Valencia quien en Emelec y el Pachuca tuvo una gran campaña, dada estos resultados Enner Valencia fue puesto como delantero por Reinaldo Rueda, donde marcó goles en la mayoría partidos, no obstante Gabriel Achilier, Jorge Guagua, Luis Saritama y Michael Arroyo quienes si bien llegaron como figuras en sus respectivos equipos, no dieron una buena impresión en los amistosos, si fueron llamados a disputar la Copa Mundial, al mismo tiempo Felipe Caicedo quien llegó como goleador en las eliminatorias decepcionó en los amistosos, donde se destacó más por su bajo rendimiento como las lesiones que sufrió, a pesar de esto la Tricolor destacó por llegar a su mejor puesto en el Ranking FIFA siendo el puesto 13 donde se ubicó la selección antes de disputar el Mundial.
Sin embargo, la FEF afectada por la corrupción, el mal manejo y la inestable administración por parte de Luis Chiriboga al mando de la Federación, ya que  parte de la plantilla de la selección estaba compuesta por jugadores con vínculo de empresarios deportivos cercanos a Luis Chiriboga, algo que varios periodistas deportivos anunciaron, ya que producto de esa corrupción la administración de Luis Chiriboga dejaba de lado los proyectos juveniles al mismo tiempo esto se vio reflejado en el abandono de las formativas entre ellos al proceso de los Juegos Panamericanos 2007, los Sudamericanos Sub-20 de 2003, 2005, 2007, 2009 y 2013 y los Sudamericanos Sub-17 de 1997, 1999, 2001, 2003, 2007, 2009 y 2013.

#### Copa Mundial Brasil 2014: La dolorosa eliminación después de 8 años de ausencia y la irresponsabilidad de los jugadores
En el Mundial Brasil 2014 donde la tricolor en el sorteo del Torneo hecho el 6 de diciembre del 2013, sería ubicada en el Grupo E con Francia que pasaba por un proceso de reestructuración después de una pésima campaña y la controversia que paso en el Mundial Sudáfrica 2010, Suiza y Honduras, en un principio se pensó que la tricolor tendría todo para volver a los octavos de final, no obstante, la tricolor sería la única selección americana junto a Honduras que no logró llegar a octavos de final, para este Mundial de último minuto Segundo Alejandro Castillo fue descartado de la lista final, debido a una lesión que sufrió, en su primer partido disputado el 15 de junio de 2014 en el Estadio Mane Garrincha, en Brasilia, la tricolor iniciado el primer tiempo se llevó el protagonismo con un gol al minuto 22 de Enner Valencia que el arquero Diego Benaglio, no pudo tapar, no obstante, en el segundo tiempo Suiza remontó el marcador aun 2 a 1, el primer gol de Suiza llegó cuando en un error de la defensa y Alexander Domínguez, Admir Mehmedi marcó el gol al minuto 48, y el segundo gol llevó al minuto 93 cuando en una jugada colectiva de Antonio Valencia con Felipe Caicedo, habilitó a Michael Arroyo quién además de no patear la pelota al arco suizo, demoro demasiado en tomar la pelota que estaba cerca de él, provocando que en juegos colectivos de los defensores suizos la pelota fuera sacada del arco y en una habitación de Granit Xhaka a Haris Seferović al derrotar a Alexander Domínguez, marcando el gol de la victoria Suiza y la derrota ecuatoriana, en este partido la tricolor fue objeto de críticas por mala actuación de Jorge Guagua, Frickson Erazo, Juan Carlos Paredes, y obviamente Michael Arroyo por el retraso en el disparo al arco.
En el segundo partido la tricolor obtuvo la victoria al ganar a Honduras por 2 a 1, en el estadio Arena da Baixada, Curitiba, el primer gol sería de la selección hondureña quien en el minuto 31 en un mal pase de Jorge Guagua, Carlo Costly marcó el gol cuando Alexander Domínguez no lograra sacar la pelota, no obstante al minuto 34 Juan Carlos Paredes habilitó a Enner Valencia para marcar el primer gol ecuatoriano, el segundo gol de la tricolor llegó al minuto 65 cuando en un tiro de esquina cobrado por Walter Ayoví, sería Enner Valencia quién daría el gol de la victoria, el partido finalizó con el 2 a 1, que lo colocaba en el segundo lugar y el pase a octavos de final, luego de que Francia goleara por 5 a 2 a Suiza, no obstante, la tricolor para asegurar la clasificación debía conseguir una victoria frente a Francia quien ya estaba clasificado, desafortunadamente el partido jugada en el Estadio Maracana en Río de Janeiro, culminó con un empate sin goles, donde en el partido destacó la gran participación de Alexander Domínguez al retener los ataques franceses, la lesión que sufrió Christian Noboa en su cabeza, la expulsión de Antonio Valencia al minuto 50 por cometer falta a Karim Benzema, al final la tricolor sería eliminada, cuando Suiza que goleó 3 a 0 a Honduras, superó a la tricolor por 2 puntos, este mundial significó el inesperado final de la selección ecuatoriana, después de sorprender en las eliminatorias, al mismo tiempo significó el último mundial donde el histórico Édison Méndez participara en la tricolor, dado que se retiraría de la selección en el 2014, y sería un mundial que dejaría un sabor agridulce por la campaña como resultado que se dio en la tricolor, tras la última participación en Alemania 2006 donde la Tri llegó a octavos de final.

#### El segundo periodo de Sixto Vizuete y la contratación de Gustavo Quinteros: Una visión diferente del Mundial.
Una vez que finalizó el proceso mundialista en el Mundial Brasil 2014, donde la tricolor decepcionó al ser la única selección de Sudamérica en no llegar a los octavos de final, en el mes de agosto la Federación que estaba en ese entonces manejada por Luis Chiriboga decidió despedir al director técnico de la tri Reinaldo Rueda, y reemplazarlo por el director técnico interino Sixto Vizuete, quien ya había dirigido a la selección en las  eliminatorias de Sudáfrica 2010. Sixto Vizuete solamente dirigió a la tricolor en los últimos meses del 2014, en los cuales la selección tuvo 4 partidos amistosos, con las selecciones de Bolivia a la que derroto por goleada de 4 a 0, a Brasil con la que perdió por 1 a 0, a Estados Unidos con la que empató por 1 a 1, y a El Salvador con la que consiguió una victoria por goleada de 5 a 1.
Originalmente Sixto Vizuete iba a ser el técnico de la selección para disputar la Copa América 2015, sin embargo a finales del 2014 y 2015 la Federación tomó la decisión de que el nuevo técnico de la tricolor para disputar los nuevos partidos amistosos de la selección, la Copa América 2015, y obviamente, las eliminatorias a Rusia 2018, sería el técnico argentino nacionalizado boliviano Gustavo Quinteros quien había anteriormente ganado una gran fama en el fútbol ecuatoriano al conseguirle al Emelec tras 11 años de ausencia su título 11 y 12 respectivamente, en el campeonato de la serie A 2013 y 2014, una vez que Gustavo Quinteros dejó de ser el técnico de Emelec se hizo cargo de la tricolor, junto a la Federación comandada por Luis Chiriboga se había prometido que la selección conseguiría su cuarta clasificación al mundial, y que se tendría una buena imagen en las Copa América 2015 y la Copa América Centenario 2016.
Algo que destacó fue que buena parte de la admiración o fanática que tuvo Gustavo Quinteros, la había ganado por las opiniones positivas que varios periodistas o fanáticos del futbol ecuatoriano sobre todo de Guayaquil, por los títulos que consiguió con Emelec, por sus alineaciones y esquemas tácticos en el equipo millonario. 

#### Partidos amistosos: el inicio de la incertidumbre y el bajo nivel futbolístico
El proceso de Quinteros antes de disputar las eliminatorias arrancó negativamente y con muchas dudas por parte de diferentes ecuatorianos, la tricolor antes del inicio de la eliminatorias y la Copa América 2015, tuvo diferentes partidos amistosos en el mes de marzo con la selección de México y Argentina donde cosechó dos derrotas consecutivas por 1 a 0 y 3 a 2, donde más que presentar un juego colectivo o competitivo, la selección se destacó más por los errores de los propios jugadores, para el mes de junio, la selección tuvo dos amistosos con la selección de Panamá el primero disputado en la Ciudad de Panamá y el otro en la ciudad de Guayaquil, donde la selección cosechó un empate a último minuto por 1 a 1 y una victoria por goleada de 4 a 0, al igual que el caso de los dos amistosos la tricolor mostró diferentes fallas por parte de los propios jugadores, al mismo tiempo recibió críticas al mostrar un desempeño inferior a lo que se tenía previsto, una vez que finalizaron los partidos amistosos, la tricolor tuvo la tarea de mostrar una buena imagen ahora que la Copa América 2015 había iniciado.

#### Copa América 2015: Un nuevo fracaso en la Copa América
La selección que en el Sorteo de la Copa América fue ubicado en el Grupo A, con el anfitrión Chile, Bolivia, y México, la participación de la selección inició el 11 de junio de 2015 a las 20:30 en el Estadio Nacional, donde se enfrentó con Chile, donde la tricolor mostró una participación ligeramente decente durante los primeros 60 minutos de partido, sin embargo, debido a una falta cometida por parte de Miler Bolaños a Arturo Vidal se cometería penal a la roja, en la cual Arturo Vidal lograría marcar a la tricolor a los 66 minutos de partido, si bien la tricolor buscaba la forma de empatar el encuentro, la roja se llevó la victoria, a los 83 minutos cuando Eduardo Vargas marcaría el segundo gol del encuentro, a pesar de la derrota, la selección había mostrado un buen juego con Chile, para su segundo encuentro la tricolor se enfrentaría a Bolivia en el Estadio Elías Figueroa donde lejos de mostrar un buen nivel, la selección decepcionó, ya que finalizando el primer tiempo la tricolor se encontraba perdiendo 3 a 0 hechos por los seleccionados bolivianos Ronald Raldes a los 4 minutos, Martin Smedberg-Dalence a los 17 minutos, y Marcelo Martins de penal a los 42 minutos, al mismo tiempo el seleccionado tricolor Enner Valencia había desperdiciado un penal el cual fue atajado por Romel Quiñonez, para el segundo tiempo la tricolor buscaba la forma de empatar el encuentro, pero debido a la buena actuación de Romel Quiñonez la selección solo logró marcar a los 47 por parte Enner Valencia y a los 80 por parte de Miler Bolaños, a su vez por los diferentes errores cometidos por los tricolores Gabriel Achilier, Frickson Erazo, Pedro Quiñonez y Juan Carlos Paredes, el seleccionado boliviano se llevaría la victoria, consiguiéndole el pase a cuartos de final, por su parte la tricolor por las dos derrotas se encontraba último de su grupo y con pocas posibilidades de clasificar a cuartos de final, en su tercer partido la selección conseguiría la victoria frente a México por 2 a 1 hechos por Enner Valencia a los 25, y Miler Bolaños a los 57, por su parte México descontaría a los 63 por un penal de Raúl Jiménez a los 63, debido a una falta cometida por Gabriel Achilier, aunque la selección consiguió la victoria, no le alcanzaría llegar a los cuartos de final a pesar de ser tercera, debido a los resultados que consiguieron Uruguay y Colombia, quienes al empatar en su respectivos encuentros superaron en puntos a la tri, finalizando la Copa América 2015 ocuparía la posición décima.
| Equipo             | Fase final               | PTS | PJ | PG | PE | PP | GF | GC | DG |
| ------------------ | ------------------------ | --- | -- | -- | -- | -- | -- | -- | -- |
| Selección nacional | Fase de grupos (Grupo A) | 3   | 3  | 1  | 0  | 2  | 4  | 6  | -2 |

| Equipo  | Pts. | PJ | PG | PE | PP | GF | GC | Dif. |
| ------- | ---- | -- | -- | -- | -- | -- | -- | ---- |
| Chile   | 7    | 3  | 2  | 1  | 0  | 10 | 3  | 7    |
| Bolivia | 4    | 3  | 1  | 1  | 1  | 3  | 7  | -4   |
| Ecuador | 3    | 3  | 1  | 0  | 2  | 4  | 6  | -2   |
| México  | 2    | 3  | 0  | 2  | 1  | 4  | 5  | -1   |

| 11 de junio de 2015, 20:30              | Chile                         | 2:0 (0:0) | Ecuador | Estadio Nacional, Santiago de Chile                       |                                                           |
|                                         | Vidal 66' (pen.) · Vargas 83' | Reporte   |         | Asistencia: 48 665 espectadores Árbitro(s): Néstor Pitana | Asistencia: 48 665 espectadores Árbitro(s): Néstor Pitana |
| Vídeo resumen oficial: Chile vs Ecuador |                               |           |         |                                                           |                                                           |

| 15 de junio de 2015, 18:00                | Ecuador                    | 2:3 (0:3) | Bolivia                                       | Estadio Elías Figueroa, Valparaíso                     |                                                        |
|                                           | Valencia 47' · Bolaños 80' | Reporte   | Raldes 4' · Smedberg 17' · Martins 42' (pen.) | Asistencia: 5982 espectadores Árbitro(s): Joel Aguilar | Asistencia: 5982 espectadores Árbitro(s): Joel Aguilar |
| Vídeo resumen oficial: Ecuador vs Bolivia |                            |           |                                               |                                                        |                                                        |

| 19 de junio de 2015, 18:00               | México             | 1:2 (0:1) | Ecuador                    | Estadio El Teniente, Rancagua                           |                                                         |
|                                          | Jiménez 63' (pen.) | Reporte   | Bolaños 26' · Valencia 57' | Asistencia: 11 051 espectadores Árbitro(s): José Argote | Asistencia: 11 051 espectadores Árbitro(s): José Argote |
| Vídeo resumen oficial: México vs Ecuador |                    |           |                            |                                                         |                                                         |

Debido a la mala actuación de la selección en la Copa América, la federación recibió incontables críticas, algo que la federación justificó diciendo que la Copa, sería un preparativo para las eliminatorias Rusia 2018, respuesta que los propios jugadores apoyaron, el último amistoso que jugó la tricolor fue en el mes de septiembre con Honduras en Quito donde conseguiría una victoria de 2 a 0, sin embargo esto lejos de mostrar confianza con la población y los fanáticos de los selección como pasó con las anteriores eliminatorias, generó dudas, que aumentaron cuando los compatriotas ecuatorianos que participaron en los Juegos Panamericanos de 2015 consiguieron un récord positivo con 32 medallas (Con 7 de Oro) y la participación de la Selección Sub-17 en la Copa Mundial de Fútbol Sub-17 de 2015 donde la tri consiguió el quinto puesto de dicho torneo.

## Proceso de clasificación: de la gloria y la alegría a la tragedia y la tristeza
En el año 2010 con la finalización del Mundial Sudáfrica 2010, la FIFA realizó la Elección de la sede de las Copas Mundiales de Fútbol de 2018 y 2022, donde fueron las elecciones de Rusia 2018 y Catar 2022, los nuevos mundiales de la década de 2010 y 2020, respectivamente, al mismo tiempo en el año 2014 con el Mundial Brasil 2014 concluido, se supo que el presidente de la Conmebol el empresario paraguayo Juan Ángel Napout tenía en mente junto con todos los directivos y presidentes de las confederaciones sudamericanas modificar el orden de las partidos de la clasificación que se había manejado desde la Eliminiatoria 2002 hasta la Eliminatoria 2014, para el año 2015 a un mes de finalizada la Copa América 2015, se supo que el orden de los partidos lo habían reestructurado, por lo que la selección iniciaría este proceso eliminatorio el 8 de octubre de 2015 enfrentando a la Argentina.

### 2015

#### Fecha 1 - 2: La victoria de visita en el Estadio Monumental con Argentina y de local con Bolivia
El proceso eliminatorio, inició a las 21:00 p. m. el 8 de octubre de 2015, donde la tri le tocaría jugar en Buenos Aires, con la Selección Argentina, el partido tuvo lugar en el Estadio Monumental, en ese partido Lionel Messi no estuvo en la plantilla principal, mientras que Sergio Agüero saldría lesionado del partido, en el encuentro la selección tomó el protagonismo, dominando a la selección argentina, en todo el encuentro, para el minuto 80 tras una buena jugada Frickson Erazo marcaría el primer tanto del encuentro, dos minutos después tras una buena asistencia de Antonio Valencia, Felipe Caicedo marcaría el segundo del encuentro, el partido increíblemente finalizaría con una histórica victoria de visitante de 0 a 2 con la selección Argentina, en el segundo partido se jugó a las 16:00 p. m. el 13 de octubre de 2015, en Quito en el Olímpico Atahualpa con la Selección Bolivina, en un partido parejo rodeado por una intensa lluvia, la selección se llevó su segunda victoria consecutiva, al minuto 80 cuando Miler Bolaños logró marcar el primer tanto del encuentro, y al minuto 90 cuando Jhasmani Campos le cometió falta a Felipe Caicedo, quien cobraría el penal que sería el segundo del encuentro, al igual que el otro partido la tri, el partido finalizaría a favor de la tri 2 a 0, colocándolo en el segundo puesto de la clasificación, solo por detrás de Selección Uruguay por diferencia de gol.

#### Fecha 3 - 4: Las dos victorias consecutivas de local ante Uruguay y de visita con Venezuela
El 12 de noviembre de 2015, la tri jugaría nuevamente en Quito en el Olímpico Atahualpa, con la Selección Uruguay, en esta ocasión la tri conseguiría su tercera victoria consecutiva, la selección uruguaya llegaba con una victoria de 3 a 0 de local contra la Selección Colombiana, sin embargo, no contaban con su figura principal Luis Suárez, Uruguay quedó opacada por la buena actuación de la tri, donde al minuto 23 con un buen despeje Felipe Caicedo marcaría el primer tanto del encuentro, Edinson Cavani lograría marcar el tanto del empate al minuto 50, sin embargo, tras una buena actuación Fidel Martínez marcaría el segundo gol al minuto 60 llevándose la victoria, para su cuarto y último partido del 2015 el 17 de noviembre, la selección le tocaría enfrentar a la Selección Venezolana en el Estadio Cachamay  en Puerto Ordaz, la Vinotinto que llegaba con 3 derrotas consecutivas, sería la nueva víctima de la tri, para este partido la tri no contaba con Alexander Domínguez debido a acumulación de amarillas, siendo reemplazado por Esteban Dreer, desde el inicio del partido la tri logró dominar el partido, al minuto 14 Fidel Martínez tras buen paso marcó el primero del partido, seguido por una buena asistencia al minuto 23, Jefferson Montero marcaría el segundo del encuentro, y al minuto 60 Felipe Caicedo marcaría el tercero del partido, la Vinotinto descontaría al minuto 84 tras una buena jugada de Josef Martínez que Esteban Dreer tras un mal pase no lograría tapar, finalizando el mes de noviembre la tri había iniciado su mejor eliminatoria en su historia, al conseguir cuatro victorias consecutivas, cosa que no pasaba desde las Eliminatorias a Corea Japón 2002, al mismo tiempo la tri después de 6 años obtenía victorias de visitantes.

### 2016

#### Caso FIFA-GATE y cambio directivo en la FEF: El arresto y el final de la presidencia de Luis Chiriboga
Finalizando casi el año 2015 e iniciando el 2016, la Federación Ecuatoriana de Fútbol se encontraba en el ojo del huracán, debido a que el presidente de la FEF Luis Chiriboga Acosta fue acusado de actos de corrupción y lavado de dinero durante su gestión como presidente de la federación en los años 1998 a 2015, en el Fifa-Gate, adicionalmente Chiriboga también era uno de los principales nombres que se encontraba en la investigación realizada por el Buró Federal de Investigaciones (FBI) y de IRS Investigación Criminal (IRS-CI) en el Caso de corrupción en la FIFA, debido a la publicación más 14 diferentes dirigentes y presidentes de las federaciones Sudamericanas fueron arrestados y acusados de crimen organizado, siendo vetados de cualquier dirección deportiva, ocasionando que todas las federaciones cambiaran de directivos, debido a la controversia y la posterior arresto de Chiriboga, el empresario guayaquileño Carlos Villacís Naranjo asumió el cargo de nuevo presidente de la Federación, adicionalmente la Serie A de Ecuador también entró en polémica debido a que los partidos PSC y CREO, acusaron a los directivos de la Liga Pro de enriquecimiento ilícito.

#### Fecha 5 - 6: El inicio de la decadencia, el empate con Paraguay y la primera derrota de visitante con Colombia
En medio de un clima hostil tanto en el fútbol ecuatoriano, como en la propia Conmebol donde el presidente Juan Ángel Napout fue arrestado por crimen organizado y actos de corrupción, fuera reemplazado por el dirigente paraguayo Alejandro Domínguez, el 24 de marzo de 2016 en época de Semana Santa, la tri jugaría su quinta fecha contra la Selección Paraguaya en Quito en el Estadio Olímpico Atahualpa, desde su inicio la población ecuatoriana estaba expectante del partido, asegurando que la Tri se llevará la victoria, no obstante, desde los primeras fechas el periodismo deportivo hacia señalamientos en la falta de jugadores de Barcelona convocados a la selección.
La plantilla elegida para el partido se hallaron críticas debido a que se convocó a Gabriel Achilier, Walter Ayoví, Álex Bolaños, Pedro Quiñónez y Jaime Ayoví quienes llegaban en un bajón en su nivel en sus respectivos equipos, además de eso Felipe Caicedo no fue convocado al partido debido una lesión que lo mantuvo casi un mes sin disputar en un encuentro, a su vez Miler Bolaños y Fidel Martínez que llegaba en una buena temporada no fueron convocados por Gustavo Quinteros, el partido se jugó el 24 de marzo a las 16:00 p. m., donde lejos de mostrar al equipo unido y fuerte de las cuatro primeras fechas, se mostró un equipo nervioso y desorientado, que al principio dominaba el partido con un gol de Enner Valencia a los 19 minutos, pero al final llegó hacer dominado por el cuadro Paraguayo cuando por errores de despeje de la defensa ecuatoriana Darío Lezcano marcaría dos goles al minuto 37 y el minuto 58, el partido culminaría con un gol en los minutos adicionales por Ángel Mena, finalizando el partido con un 2 a 2, siendo el segundo empate que se tenía con la Selección de Paraguay desde la Eliminatoria 2010 , el partido fue ojo de análisis debido al bajo nivel de la selección, al mismo tiempo el 11 que participó en el juego solamente destacaron Alexander Domínguez, Antonio Valencia, Enner Valencia y Ángel Mena, mientras que los demás jugadores recibieron diferentes críticas por errores que cometieron en el partido. 
En su sexta fecha que se jugó el 29 de marzo, le tocaría enfrentar a la Selección Colombiana en la ciudad de Barranquilla en el Estadio Metropolitano donde al igual que el partido anterior, el partido destacó más por los errores de los propios jugadores , que le costaron caro ya que la tri presentaría su primera derrota en la eliminatoria de 3 a 1, desde iniciado el juego, el cuadro colombiano desde el minuto 10 comandado por James Rodríguez, David Ospina, y Juan Cuadrado, dominó a la tri, el primer gol colombino llegaría tras un buen pase de James Rodríguez como un mal despeje por parte de los defensas Gabriel Achilier y Frickson Erazo, haciendo que Carlos Bacca marcara a los 15, el segundo gol llegaría cuando Juan Carlos Paredes despejaría mal a Edwin Cardona, quien daría un buen pase Sebastián Pérez marcando el 2 a 0 al minuto 47, el tercer gol, llegaría cuando Alexander Domínguez al sacar la pelota del arco ecuatoriano Jefferson Montero no lograría alcanzar la pelota, siendo esquivada por Sebastián Pérez, que sería alcanzado por James Rodríguez y Juan Cuadrado, quienes mandarían a Carlos Bacca marcaría a los 67 minutos, la tricolor solo lograría descontar al minuto 90, cuando Gustavo Cuéllar cometería falta a Pedro Quiñónez, a lo que el árbitro pitaría tiro libre, tiro que Michael Arroyo convertiría el gol, finalizando esa fecha la Tri que en la anterior partido se encontraba en el puesto 1, había bajado al puesto 2, lo que nuevamente generó inconformidad a la selección y a la población ecuatoriana, por la mala imagen que demostró en ese partido.

#### Copa América Centenario: Entre la incertidumbre y la inconformidad
Tras la finalización de las dos fechas jugadas en marzo, la tricolor tendría la tarea de afrontar la nueva edición de la Copa América la Copa América Centenario, la edición que conmemoraba 100 años de fundación de la Copa América, un torneo que se enfrentó a la polémica debido al Caso de corrupción en la FIFA, donde supuestamente se había lavado dinero entre Juan Ángel Napout con los directivos de las asociaciones de la Conmebol y la CONCACAF,aunque finalmente el torneo si se realizó, el 21 de febrero del 2016 en el Hammerstein Ballroom de la ciudad de Manhattan, se realizó el sorteo del Torneo donde la tri fue ubicada en el Grupo B con las selecciones de Brasil, Perú y Haití que había ganado el repechaje de la Copa contra Trinidad y Tobago, antes del inicio de la Copa, la tri había jugado unos partidos amistosos con la selección de Estados Unidos y el equipo de la Major League Soccer, Los Angeles Galaxy, desde la convocatoria que se hizo para disputar dichos partidos, nuevamente se trajo incertidumbre dentro de la selección, dentro de la convocatoria se habían llamado a 5 jugadores de Liga de Quito entre ellos a Alexander Domínguez, la Liga, había pasado por un momento crítico cuando Gustavo Quinteros los convocó, ya que el equipo capitalino llegaba como una de las mayores decepciones en el Campeonato 2016, torneo que fue retrasado por casi 1 mes por el  terremoto de 7.8 en Manabí, donde tuvo que jugarse a ajustadamente durante todo el mes de mayo, en ese lapso de tiempo, la Liga en 10 fechas se encontraba último o penúltimo en la tabla de Posiciones a su vez quedó eliminado de la Copa Libertadores 2016, además de eso, no se convocaron a varios jugadores que mostraban un buen nivel en sus equipos durante el campeonato, como la Universidad Católica, Mushuc Runa, El Nacional, Emelec, entre esos jugadores se encontraban Pedro Ortiz, Hernan Galindez, Júnior Sornoza, Damián Díaz, Michael Estrada, Danny Cabezas, Alejandro Cabeza,Roberto Ordóñez, entre otros, adicionalmente Arturo Mina como Gabriel Achilier que llegaban de una muy mala racha en las eliminatoria si fueron convocados, Gustavo Quinteros también recibió duras críticas ya que tampoco convocó a los jugadores del Independiente del Valle que llegaba a la Copa Libertadores 2016 como la revelación del Torneo, nuevamente en estos amistosos y la copa tampoco se convocó a Felipe Caicedo debido a una lesión que sufrió a unos días de que saliera pública la convocatoria, finalmente a unos días de que en Ecuador se celebrara el feriado del 24 de mayo, la tri jugó en los dos amistosos, donde nuevamente mostró signos de un equipo desunido y poco coordinado, en el primer amistoso con Estados Unidos, la tri dominó el primer tiempo, pero nuevamente por errores de la defensa, la selección americana se llevó la victoria, en el segundo encuentro la Tri, no logró dominar al equipo Los Angeles Galaxy quien llegaba en una racha mediana en la Major League Soccer 2016, el partido final concluyó con un empate sin goles.
Después de los amistosos, tuvo lugar la nueva edición de la Copa América, el 4 de junio del 2016 a las 19:00, la Tri se enfrentó a Brasil en el Estadio Rose Bowl en Pasadena, para esta edición la selección brasileña no convocó a Gabriel Jesús, Neymar y Rafinha Alcántara, ya que ellos fueron convocados por la Sub-23 de Brasil para el Torneo masculino de fútbol en los Juegos Olímpicos 2016, en la portería Alexander Domínguez fue reemplazado por Esteban Dreer, para sorpresa de muchos la tri logró dominar a la selección brasileña, donde Esteban Dreer, Miler Bolaños, Arturo Mina, y Enner Valencia fueron los más destacados del partido, sin embargo el partido terminó en un empate sin goles, el partido llegó a ser controversial debido a que al minuto 65, tras un pase de Jefferson Montero a Miler Bolaños lanzó a la portería brasileña defendida por Alisson Becker, donde el arquero por error marcaría un autogol, sin embargo el árbitro chileno Julio Bascuñán lo anuló, debido a que supuestamente la pelota lanzada por Miler Bolaños había salido del campo del juego, no obstante diferentes analistas afirmaron que la pelota nunca salió del terreno del juego, para el segundo partido con Perú el 8 de junio en el estadio State Farm de Phoenix, Alexander Domínguez regreso a la portería, sin embargo la tri nuevamente siguió con los errores y el mal planeamiento que le costaron el partido, iniciado el partido, a los 4 minutos por un mal despeje de Juan Carlos Paredes, Christian Cueva logró marcar el primer gol de la selección peruana, al minuto 12 tras un mal pase por parte de Christian Noboa, Jefferson Montero, Gabriel Achilier y Walter Ayoví, Edison Flores tras una jugada combinada con Paolo Guerrero y Christian Ramos marcaría el segundo del encuentro, casi finalizando el primer tiempo Enner Valencia marcaría el descuento, tras un pase combinado con Antonio Valencia que el arquero peruano Pedro Gallese no lograría tapar, iniciando el segundo tiempo tras un juego combinado por Jefferson Montero, Miler Bolaños lograría marcar el segundo de la Tricolor, el partido finalizó con una imagen de la tri, de nuevo con incertidumbre, sumado a que Gabriel Achilier por faltas hacia los jugadores peruanos fue expulsado con tarjeta roja, en el tercer partido con Haití en el estadio MetLife en East Rutherford, la tri dominó por completo a la selección caribeña que venía de ser goleada 7 a 1 por Brasil, goleándola por 4 a 0, a los 10 minutos por Enner Valencia, 19 minutos por Jaime Ayoví, 56 minutos por Cristian Noboa y a los 77 minutos por Antonio Valencia, lo que garantizó el regreso a los cuartos de final de la Tri después de 19 años desde la Copa América 1997, a su vez tras la derrota de 0 a 1 de Brasil con Perú, sin embargo y a pesar de la victoria, la tri recibió críticas debido al mal planteamiento 4-2-4 de Gustavo Quinteros en el partido como de las fallas de los mediocampistas entre a ellos a Carlos Gruezo, en los cuartos de final, la tri jugó con el anfitrión Estados Unidos en el estadio Lumen Field en la ciudad de Seattle a las 18:30, nuevamente el partido se destacó por el mal planteamiento de Gustavo Quinteros, donde la defensa y los centro delanteros se vieron superados por la selección americana, el partido acabó con una derrota de 2 a 1, el primero de Estados Unidos llegó al minuto 22 con Clint Dempsey y al minuto 64 con Gyasi Zardes donde los goles llegaron por errores de la defensa ecuatoriana, la tri lograría descontar al minuto 73 cuando Michael Arroyo anotó un gol de tiro libre cuando el arquero americano Brad Guzan se equivocó en despejar la pelota, la tri a pesar de regresar a los cuartos de final, fue objetos de críticas o de burlas por los errores de los jugadores.
| Equipo             | Fase final       | PTS | PJ | PG | PE | PP | GF | GC | DG |
| ------------------ | ---------------- | --- | -- | -- | -- | -- | -- | -- | -- |
| Selección nacional | Cuartos de final | 5   | 4  | 1  | 2  | 1  | 7  | 4  | +3 |

| Equipo  | Pts. | PJ | PG | PE | PP | GF | GC | Dif. |
| ------- | ---- | -- | -- | -- | -- | -- | -- | ---- |
| Perú    | 7    | 3  | 2  | 1  | 0  | 4  | 2  | 2    |
| Ecuador | 5    | 3  | 1  | 2  | 0  | 6  | 2  | 4    |
| Brasil  | 4    | 3  | 1  | 1  | 1  | 7  | 2  | 5    |
| Haití   | 0    | 3  | 0  | 0  | 3  | 1  | 12 | -11  |

| 4 de junio de 2016, 19:00 (UTC-7) | Brasil | 0:0     | Ecuador | Estadio Rose Bowl, Pasadena                                |                                                            |
|                                   |        | Reporte |         | Asistencia: 53 158 espectadores Árbitro(s): Julio Bascuñán | Asistencia: 53 158 espectadores Árbitro(s): Julio Bascuñán |

| 8 de junio de 2016, 19:00 (UTC-7) | Ecuador                       | 2:2 (1:2) | Perú                  | Estadio Universidad Phoenix, Glendale                     |                                                           |
|                                   | E. Valencia 39' · Bolaños 48' | Reporte   | Cueva 5' · Flores 13' | Asistencia: 11 937 espectadores Árbitro(s): Wilmar Roldán | Asistencia: 11 937 espectadores Árbitro(s): Wilmar Roldán |

| 12 de junio de 2016, 18:30 (UTC-4) | Ecuador                                                   | 4:0 (2:0) | Haití | MetLife Stadium, East Rutherford                        |                                                         |
|                                    | E. Valencia 10' · Ayoví 19' · Noboa 56' · A. Valencia 77' | Reporte   |       | Asistencia: 49 438 espectadores Árbitro(s): Gery Vargas | Asistencia: 49 438 espectadores Árbitro(s): Gery Vargas |

Cuartos de final
| 16 de junio de 2016, 18:30 (UTC-7) | Estados Unidos           | 2:1 (1:0) | Ecuador    | CenturyLink Field, Seattle                                |                                                           |
|                                    | Dempsey 21' · Zardes 64' | Reporte   | Arroyo 73' | Asistencia: 47 322 espectadores Árbitro(s): Wilmar Roldán | Asistencia: 47 322 espectadores Árbitro(s): Wilmar Roldán |

#### Copa América Centenario 2016, Juegos Olímpicos de Río de Janeiro 2016 y Copa Libertadores 2016.
Cuando finalizó la Copa América Centenario, donde Chile se coronó bicampeón de América al derrotar nuevamente a Argentina, una de las selecciones que paso por un cambio fue Brasil, quien al quedar eliminado en primera fase de la Copa, destituyó a Dunga como director técnico remplazándolo con Tite, además de eso los compatriotas ecuatorianos tuvieron que afrontar el reto de los Juegos Olímpicos de Río de Janeiro 2016 a pesar de que el País, no consiguió una medalla, recibió diferentes honores por su buena actuación en las competencias de levantamiento de pesas, Boxeo, Ciclismo, y atletismo, adicionalmente la selección de Brasil sub-23 al mando de Tite, Neymar y Gabriel Jesús se coronaron campeones con la medalla de oro en el Torneo de fútbol de los Juegos Olímpicos derrotando en penales a la selección Alemania sub-23, sin embargo, con la llegada de los juegos que conmemoraba 20 años de la primera medalla Olímpica del Ecuador en los Juegos Olímpicos diferentes ecuatorianos empezaron a citar en modo de burla y crítica a la selección mayor, afirmando de que los ecuatorianos convocados por Gustavo Quinteros carecían de humildad y sólo les importaba la imagen que dieran en la prensa, al contrario de los jóvenes participantes de los juegos Olímpicos que mostraban un equipo unido, dentro de estas citas los expertos y analistas también mencionaban el campeón Olímpico de los Juegos Olímpicos de Atlanta 1996 el cuencano Jefferson Pérez sobre los históricos de la selección ecuatoriana, al mismo tiempo los jugadores destacados de la tricolor como Álex Aguinaga, Eduardo Hurtado, Segundo Alejandro Castillo,  Alfonso Obregón o Carlos Tenorio también hacían eco de la falta de compromiso de los propios jugadores por jugar para la tri, argumentando además de que el presidente de la FEF Carlos Villacis era un inepto en su trabajo y que existía un favoritismos exagerado de Gustavo Quinteros por los jugadores del Emelec, que habían sido bicampeones.
Sin embargo algo que dejó en evidencia que Gustavo Quinteros no aceptaba las opiniones de los periodistas deportivos, fue que el presto más atención a la campaña que tenía el Emelec en la Copa Libertadores 2016, donde a pesar de se que el Emelec acabó siendo el campeón en 2015 en Ecuador y en Copa Libertadores 2015 donde llegó a Cuartos, otro punto que fue controversial de Gustavo Quinteros es que este había omitido por completo la campaña que tuvo el equipo del empresario Michell Deller, el Independiente del Valle, ya que el Independiente del Valle fue una de las mayores revelaciones del torneo ya que se ganó el apodo de matagigantes, al quedar tercero en el Campeonato Ecuatoriano 2015, tendría que ubicar a la primera fase con el Guaraní, donde ganaría 1 a 0 en el partido de Ida, pero 1 a 2 en el partido de Vuelta, lo que le garantizo el pase a la segunda fase por la regla gol de diferencia, donde sería ubicado en el Grupo 5 con el Atlético Mineiro, el Colo-Colo y el Melgar, donde tendría una buena campaña al ganar 3 partidos, 2 empate y solo 1 derrota, pasando a los octavos de final como segundo de Grupo, en los octavos tuvo una magnífica participación al eliminar al River Plate quien Ganó la Copa Libertadores 2015, en cuartos de Final eliminó al Pumas UNAM equipo de Fidel Martínez por penales, y en semifinal para sorpresa de muchos eliminó al Boca Juniors en la Bombonera, no obstante en la final el Atlético Nacional al mando de Reinaldo Rueda lo derrotaría por un apretado marcador de 2 a 1, a pesar de caer en la final el equipo de Sangolquí sería catalogado como el máximo referente del Ecuador de la Copa Libertadores dado que desde el 2008 con la Histórica campaña de Liga de Quito, ningún equipo ecuatoriano había llegado a la final de la Copa Libertadores, esto le trajo críticas a Gustavo Quinteros dado que él afirmó "Estoy seguro que la plantilla que el manejaba era suficiente para las eliminatorias", en el plantel que jugó en el Independiente del Valle, solo Arturo Mina, Jefferson Orejuela y Luis Caicedo eran siempre llamados por Gustavo Quinteros para eliminatorias, al mismo tiempo algo que destacó el período de Quinteros fue que tuvo un altercado con el Joffre Guerron, a quien llamó problemático por las polémicas que trajo a su club, a lo que jugador también lo llamaría incompetente.

#### Fecha 7 - 8: La primera derrota de local con Brasil, la derrota en Lima con Perú y Dinero a cambio de resultado
En un ambiente de mucha incertidumbre, la tricolor tuvo que jugar el 1 de septiembre a las 16:00 en Quito en el estadio Olímpico Atahualpa con una Brasil completamente renovada, para este partido Felipe Caicedo regreso a la Tricolor, sin embargo Antonio Valencia no pudo jugar debido acumulación de amarillas, al mismo tiempo Neymar y Gabriel Jesús volvieron a la selección brasileña, en un día lluvioso la tri se enfrentó a Brasil, en un primer tiempo la tricolor logró frenar los ataques de la escuadra Brasileña, pero debido al planteamiento 4-2-4 , la tricolor nunca pudo intimidar a Brasil y además de que no generaba actuaciones sólidas para contratacar a Brasil, en el segundo tiempo al minuto 70 por un mal pase como de despeje de Juan Carlos Paredes y Miler Bolaños, Alexander Domínguez le cometería falta a Neymar, provocando que el árbitro Enrique Cáceres sancionará como penal, donde Neymar logró marcar el primero del encuentro, además de eso el minuto 80 por acumulación de tarjetas Juan Carlos Paredes sería expulsado, a 8 minutos de que finalizara el encuentro, en el minuto 87 Gabriel Jesús lograría retener a la defensa ecuatoriana, donde Walter Ayoví junto a Felipe Caicedo no lograrían despejar, provocando que Walter Ayoví tras un mal pase marcará un Autogol, siendo el segundo gol de Brasil, y al minuto 92 con un juego combinado entre Neymar y Gabriel Jesús marcarían el tercer gol de Brasil de Tiro libre, donde la defensa no pudo esquivar la pelota, el partido al final quedó 3 a 0 en contra a favor de Brasil, rompiendo una racha de 6 años sin perder de local desde la derrota con Uruguay en la penúltima fecha de las eliminatorias 2010, a su vez como una de las peores derrotas de local, donde la tri recibía 3 o 4 goles en contra algo que no pasaba desde las eliminatorias 1998, siendo partido donde diferentes ecuatorianos, analistas y exjugadores de la tricolor, siendo el principal de todos Álex Aguinaga, Agustín Delgado y Carlos Tenorio, los que más criticaron a Gustavo Quinteros por sus planteamientos mal organizados y la falta de compromiso de los propios jugadores por mostrar un buen nivel, como la actitud pedante por un buen resultado.
En la octava fecha se enfrentarían otra vez con Perú, con prácticamente el mismo 11 que puso el entrenador Ricardo Gareca en el partido de la Copa América Centenario, el partido se jugó a las 21:15 en el estadio Nacional en Lima, para decepción de muchos ecuatorianos el partido acabó en otra derrota, de 2 a 1, para el equipo comandado por Pedro Gallese, Paolo Guerrero y Christian Cueva, desde iniciado el partido el planteamiento de Gustavo Quinteros fue un fracaso, la defensa nunca mostró un buen nivel, el primer gol peruano llegó al minuto 19 cuando en un tiro de libre cobrado por Edison Flores, Gabriel Achilier no despejó bien el balón y lo tocó con la mano, provocando que el árbitro colombiano Wilmar Roldán cobrase penal, donde Christian Cueva puso a favor de Perú cuando Alexander Domínguez no lo lograría tapar, al minuto 39 la tricolor logró el empate cuando Gabriel Achilier marcaría un gol de cabeza cuando Jefferson Orejuela de tiro libre lanzaría el balón a la portería defendida por Pedro Gallese, sin embargo al minuto 78 Renato Tapia marcó el segundo de la victoria peruana, cuando lanzó él un tiro libre que no pudo tapar Alexander Domínguez y Arturo Mina, adicionalmente a unos minutos de que se terminara el partido Michael Arroyo fue expulsado del encuentro por una falta Miguel Trauco, con las dos derrotas Ecuador que anteriormente estaba en el puesto 2, bajo escandalosamente al puesto 6, lo que muchos ecuatorianos llamaban a estas eliminatorias como un desastre, al mismo Walter Ayoví, Jefferson Montero, Gabriel Achilier, y Juan Carlos Paredes recibieron burlas del pueblo, quienes exigían que ya no los convoquen, esto también incluyó a Felipe Caicedo quien a pesar de ser el goleador de la tricolor fue criticado por su bajo nivel en los partidos, siendo una de las principales críticas sus individualismo o empeño, para atacar el arco portero peruano Pedro Gallese quién lo dejó muy mal parado, al retener las pocas ocasiones de gol que hizo en el partido, algo que los propios analistas resaltaban en el encuentro, sin mencionar que en el partido sufrió de nuevo una lesión, sin embargo tanto Gustavo Quinteros como los propios jugadores no presentaba una respuesta sólida más que divagar sobre el tema ante el bajo rendimiento de la Tricolor, pero lo único que mencionaban es que la tricolor se levantaría del mal arranque. 
Pero una de las críticas o revelaciones que se hacía eco, gracias a los periodistas deportivos era que los jugadores de la selección entre ellos el propio Felipe Caicedo tenían este mal rendimiento eran actos de indisciplinas en contra la Federación, dado que la FEF de Luis Chiriboga supuestamente les había prometido grandes cantidades de dinero a cambio de conseguir un buen resultado, pero como la FEF cayó en manos de Carlos Villacis, estos no les había dado el dinero prometido y estos en represalias jugaban mal, algo que daba prioridad a estos argumentos, fue que los propios jugadores de Perú entre ellos Ricardo Gareca, Jefferson Farfan o Pedro Gallese, resaltaban errores de novatos y mal juego de los ecuatorianos, además de eso se supo a través filtrajes de personas que habían trabajado en la Federación era que los jugadores empezaron a tener una mala relación con Gustavo Quinteros, siendo estos Michael Arroyo, Ángel Mena, Alexander Domínguez, Robert Arboleda, Carlos Gruezo entre otros jugadores, algo que se llegó a confirmar, gracias a la discusión que tuvo Gustavo Quinteros con Joffre Guerron, esto también incluía a la mala administración de la FEF con los equipos ecuatorianos, como el Deportivo Quito que pasaba por su peor momento en la historia, el América de Quito, Guayaquil Sport, Fuerza Amarilla, Delfín, Aucas entre otros equipos que afirmaban dentro de la Federación la administración era muy inestable, que daban más prioridad a los jugadores que eran "Amigos o Conocidos" a los intereses de Gustavo Quinteros y Federación de Carlos Villacis, esto también se vio reflejado en la opinión de los árbitros quienes reclamaban que había tardíos en el sueldo, algo que la Federación negaba constantemente, algo que la afición empezó a sospechar más cuando la tricolor no anunció que se iban a disputar amistosos para probar el rendimiento de la tricolor

#### Fecha 9 - 10: La victoria ante Chile y el empate agridulce en la Paz con Bolivia
Pará las próximas fechas la tricolor le tocaría enfrentar a una selección chilena que venía ser bicampeón de América sin embargo de una mala fecha, donde recibió una derrota de visita con Paraguay y un empate de local con Bolivia, para este partido como los posteriores Carlos Gruezo quien había jugado en la doble fecha pasada si bien fue convocado no disputaría un partido más como titular, mismo destino tuvo Miller Bolaños quién en la Copa América 2015 y las cuatro primeras fechas eliminatorias fue una de las nuevas promesas del fútbol ecuatoriano, tampoco fue puesto como titular por su mal nivel en los anteriores juegos para estas dos fechas, Alexander Domínguez si bien llegó hacer convocado ya no fue puesto más debido a que tenía una lesión, para esta ocasión la titularidad sería para el argentino nacionalizado ecuatoriano Esteban Dreer, para este partido Chile al mando Juan Antonio Pizzi, no entreno en Quito si no en el estadio Monumental de Guayaquil, el partido se jugó el 6 de octubre, en el estadio Atahualpa en Quito, la tricolor consiguió una victoria de 3 a 0, donde la selección chilena comandada por Claudio Bravo, Arturo Vidal, Gary Medel y Alexis Sánchez se vio superado por la escuadra ecuatoriana, el primer gol llegó cuando en una jugada colectiva entre Enner Valencia con Antonio Valencia marcaría el primer gol del encuentro al minuto 19, el segundo gol llegó al minuto 23 cuando Cristian Ramírez logró lanzar el balón cuando Arturo Vidal al no poder retener el balón lo sacó el terreno de juego, el tercer y último gol del Partido llegó al minuto 46 cuando en un juego combinado con Enner Valencia, Felipe Caicedo marcaría el tercer gol del Partido, este resultado mejoro la posición de la Tricolor en la tabla regresando al tercer puesto de la eliminatoria y de su diferencia de gol, esto también se vio reflejado en las opiniones de la fanáticos y los críticos quienes manifestaron que la tricolor regresó a ser equipo unido o poderoso de antes, no obstante este partido también recibió críticas por parte de analistas como algunos exjugadores, donde nuevamente resaltó la opinión de Álex Aguinaga , donde se expresaron que la única razón por la que la tricolor consiguió la victoria fue porque la selección chilena no entreno en Quito, al mismo tiempo resaltando además la falta de coordinación de los jugadores como Enner Valencia , Antonio Valencia , Arturo Mina, Jefferson Montero, el individualismo al momento de generar jugadas de gol por parte Felipe Caicedo, comparándolo como el fallecido Christian Benítez y a pesar de que Esteban Dreer fue figura del partido también se destacó por errores de novatos en retener el balón. 
Para la novena fecha, la tricolor se enfrentó con la selección boliviana en el estadio Hernando Siles en la Paz, el partido se jugó a las 16:00 p. m., donde la selección en vez de seguir con ese buen nivel como el partido de Chile, siguió con el nivel desigual y el mal planteamiento, Bolivia en el primer tiempo dominó por completo a la tricolor, Esteban Dreer que fue el más destacado del partido pasado fue el que más recibió críticas, debido a que no tapó bien los ataques de las escuadras bolivianas, al minuto 4 y 43 por errores de la defensa como del propio Esteban Dreer, Pablo Daniel Escobar, marcó un doblete; al segundo tiempo la tricolor logró empatar el encuentro cuando Enner Valencia tras jugadas combinadas con Antonio Valencia, Ángel Mena y Matías Oyola, logró marcar al minuto 47 y 89, para este caso la tricolor jugó casi todo el segundo tiempo con un jugador menos cuando Luis Caicedo Medina tras un error fue expulsado con tarjeta roja por el árbitro paraguayo Mario Díaz de Vivar, con estos resultados la tricolor regresó al tercer puesto, sin embargo nuevamente recibió críticas por alinear a los jugadores Gabriel Achilier, Walter Ayovi, Pedro Quiñonez y Frickson Erazo.

#### Fecha 11 - 12: La derrota en Montevideo con Uruguay y la última victoria en la Eliminatoria ante Venezuela
Pará las dos últimas fechas que se jugaron en el mes de noviembre, la tri le tocó enfrentar a Uruguay que venía de una buena racha de 3 partidos invicto, en el estadio Centenario en Montevideo a las 20:00 p. m. el 10 de noviembre, para este partido la tricolor cosecharía otra derrota de 2 a 1, para este partido Uruguay contó con el regreso de Luis Suárez, para este partido el nivel de la tricolor otra vez fue una decepción, en esta ocasión Enner Valencia, Antonio Valencia, Ángel Mena y Robert Arboleda que fueron convocados no fueron puestos como titulares a pesar de tener minutos en sus respectivos clubes, por su parte Walter Ayovi, Juan Carlos Paredes, Jefferson Orejuela, Gabriel Achilier, Frickson Erazo, y Fidel Martínez fueron puestos en el 11 titular en una alineación de 1-3-2-4, siendo los que más cometieron errores durante todo el partido, y para sorpresa de muchos Miller Bolaños como Esteban Dreer quienes a pesar de venir como minutos en sus equipos, también destacaron por un bajo nivel, al minuto 12 tras mal despeje de los defensores como de una mala actuación de Esteban Dreer, Sebastián Coates marcó el primero del encuentro, casi finalizando el primer partido al minuto 44 la tricolor logró empatar el encuentro, cuando en una gran corrida de Felipe Caicedo con Renato Ibarra, lograría marcar el gol del empate, sin embargo aún minuto del gol de la tricolor, tras una nueva jugada entre Luis Suárez, Cristhian Stuani con Diego Rolán, que Christian Noboa, Renato Ibarra, Jefferson Orejuela y Esteban Dreer no lograrían despejar, Diego Rolán marcaría el segundo de la victoria de Uruguay, a pesar de que la Tricolor buscó el tanto del empate ante una sólida defensa uruguaya, y a su vez una actuación poco sólida de los jugadores ecuatorianos Marcos Caicedo, Juan Cazares, y Jaime Ayoví, el cuadro Uruguayo se llevó la victoria, asegurándole el segundo puesto con 23 puntos, con la derrota La tricolor descendería del puesto 3 al 4, y con dudas de los fanáticos de la tri de conseguir la clasificación, sin mencionar que las críticas llovieron ante el cambio del planteamiento de juego de Gustavo Quinteros que al final no dio bueno resultados
Para la siguiente fecha que sería última que se jugaría en 2016, la tricolor se enfrentaría a Venezuela que llegaba de golear 5 a 0 Bolivia pero no contaban con su figura y capitán Salomón Rondón, el partido se jugó el 15 de noviembre, en el estadio Atahualpa en Quito, para este partido Enner Valencia regresaría a la titularidad, en esta ocasión Gabriel Achilier y Frickson Erazo no participaron en todo el partido, desde iniciado el partido la tricolor dominó por completo a la escuadra Vinotinto, al final la tricolor se llevaría la victoria de 3 a 0, el primer gol llegó al minuto 51 cuando en un juego combinado de Miler Bolaños con Renato Ibarra, permitiendo que Arturo Mina marcara el gol, el segundo gol llegó al minuto 82 cuando en un juego combinado de Enner Valencia, Miler Bolaños con Renato Ibarra, Miler Bolaños lograría marcar el segundo de la tricolor, derrotando a las defensas venezolanos Mikel Villanueva, Oswaldo Vizcarrondo y el arquero Dani Hernández, el tercer y último gol del partido en una otra jugada combinada Enner Valencia, Miler Bolaños con Renato Ibarra, él no lograría sacar el gol que marco Enner Valencia, el partido finalizó con una victoria 3 a 0, y asegurándole el tercer puesto de la eliminatoria, lo que le garantizaba el posible regreso al mundial, sin embargo y a pesar de la victoria, la tricolor nuevamente recibió críticas cuando Álex Aguinaga, Iván Kaviedes, Ulises de la Cruz y algunos directores técnicos como Juan Carlos León, Sixto Vizuete y Jorge Célico manifestaron lo poco coordinado y sólido que era la alineación que Gustavo Quinteros uso en dichos partidos y de seguir convocando a los jugadores en bajo nivel o fuera de forma, en vez de los más destacados de los Campeonato 2016 y en las ligas internacionales, nuevamente el presidente de la FEF Carlos Villacis, fue objeto de críticas cuando se supo de que la razón de que Gustavo Quinteros no convocaban a diferentes jugadores entre ellos a los jóvenes era porque no tenían una buena relación con los directivos del Serie A de Ecuador, otro de los puntos que causó polémica como preocupación por parte de diferentes analistas y fanáticos fue que la Tricolor llegó hacer uno de los equipos más agresivos o violentos tanto en las Eliminatorias como de la Copa América Centenario, donde la tricolor cosecharía más tarjetas rojas y amarillas, siendo un récord negativo al tener en todo el año más de 32 o 50 amonestaciones por faltas, y 7 tarjetas rojas por errores o juego brusco, esto también incluyó a una crítica a Gustavo Quinteros quién fue expulsado en la Copa América Centenario por mala conducta en el partido de los cuartos de final con Estados Unidos, además de que se puso en duda la mala gestión de la Federación para los procesos juveniles en los Campeonato Sudamericano de Fútbol Sub-20 y Campeonato Sudamericano de Fútbol Sub-17, a su vez sus declaraciones con el periodo clasificatorio de Gustavo Quinteros también no fue del agrado de muchos, ya que afirmó que tenía previsto contratar a Hernán Darío Gómez cuando Gustavo Quinteros acabara su proceso clasificatorio, adicionalmente había manifestado que la tricolor no realizaría partidos amistosos al inicio del 2017, a pesar de estas críticas tanto Gustavo Quinteros como FEF expresaron su conformidad con el resultado dado en ese año, asegurando de que la Tricolor conseguiría su cupo a la clasificación, sin embargo esa victoria de 3 a 0 con Venezuela sería la última victoria de la tricolor en esta eliminatoria hasta la llegada de la eliminatoria Catar 2022 en 2020.

### 2017
La tricolor a pesar de que llegaba para el 2017, en puestos de clasificación, seguía con una enorme incertidumbre, ya que antes de iniciado el mes de enero, se supo que Gustavo Quinteros, en todo el año 2016 no había iniciado un plan de renovación dentro de la tricolor, si bien, había mencionado que tenía en mente reformar la plantilla tricolor, muchos periodistas, analistas de futbol, hinchas del Barcelona, Independiente del Valle, El Nacional, que afirmaban que Gustavo Quinteros no tenían en mente ningún plan de renovación en la tricolor, sin mencionar que la plantilla de la tricolor era una de las más longevas con jugadores con un promedio de edad de 27 o 33 años, lo que la ponía como una selecciones con los jugadores más viejos de la eliminatoria, no solo de la Conmebol sino de la clasificación mundial 2018 a nivel mundial, para el mes de febrero, otra de las fuertes críticas que recibió ante la organización FEF fue que no se programaron partidos amistosos, hasta la llegada de febrero, donde Carlos Villacis confirmó que la tricolor tendría una amistoso con Honduras, algo que nuevamente entró en cuestión puesto que la tricolor había realizado amistosos con selecciones que se encuentren aun mismo nivel futbolístico, otro de los problemas que se encontró la FEF estaba vinculada con el campeonato ecuatoriano 2017 y el campeonato de la serie B 2017, ya que la FEF, contemplo la idea de que todos los partidos de los equipos ecuatorianos debían ser retransmitidos por la cadena GolTV , algo que no fue del agradado de diferentes fanáticos del futbol ecuatoriano, sumado a que se supo que Gamavisión, TC Televisión,Teleamazonas y Ecuavisa, ya no tendría los derechos de transmisión de los partidos del campeonato, para la fecha 3 del campeonato ecuatoriano cada una de esas cadenas televisivas, ya no transmitieron más los partidos de los equipos ecuatorianos, puesto que esas cadenas televisivas afirmaron que el contrato que se tenía con los equipos del campeonato había sido clausurados, esto aunado de que el cambio al TVCable y a Cnt, no fue para nada del agrado de los fanáticos ecuatorianos, esto también entró controversia, ya que se supo que la razón por la FEF tomo esa decisión, fue porque no había pagado o se encontraba atrasado en el pago de los derechos de transmisión de los partidos del campeonato lo mismo con los partidos oficiales o amistosos de la Tricolor, pero al aceptar este cambio significaría que los partidos de las eliminatorias ya no fueran transmitidos por cadena nacional, algo que jamás había ocurrido en la historia de la tricolor, para el mes de febrero, la selección disputaría su partido amistoso el 22 de ese mes, contra Honduras quien venía de una racha sumamente neutral en el hexagonal final de la eliminatoria CONCACAF de Rusia 2018, disputado en el George Cawpell de la ciudad de Guayaquil, donde la tricolor consiguió una victoria de 3 a 1, algo que lejos de satisfacer a los analistas y fanáticos de Barcelona  nuevamente trajo dudas, debido al planeamiento de Gustavo Quinteros, ya que entre los convocados estaban 5 jugadores de Liga de Quito y de casi de 6 de Emelec. 

#### Fecha 13 - 14: La resurrección de Paraguay, la segunda derrota de local con Colombia.
Con un clima de mucha críticas, tanto Gustavo Quinteros como Carlos Villacis manifestaban que la selección conseguiría su cuarta mundial en la historia, al mismo tiempo el historial de la selección la colocaban como uno de los clasificados en el cuarto o quinto puesto, sin embargo ese no fue el caso, para el mes de marzo y abril, la tricolor inició su calvario dentro de estas eliminatorias, al mismo tiempo mostró a la FEF como incompetentes, la decimotercera fecha, la tricolor se enfrentó con la selección de Paraguay, en Asunción en el estadio defensores del Chaco, desde un principio tuvo algunas críticas, en la convocatoria nuevamente se contó con Gabriel Achilier, Marcos Caicedo, Arturo Mina, Juan Carlos Paredes, Jefferson Orejuela, Pedro Quiñónez, Luis Caicedo, y Esteban Dreer, sin mencionar que en el amistoso que se jugó con Honduras, lejos de convencer simplemente dejaron dudas, con una formación 1-4-2-2-2, una alineación poco habitual de la tricolor en una eliminatoria. Se enfrentaron a Paraguay que llegaba de dos duras derrotas de 4 a 1 ante Perú como local y un 1 a 0 de visitante ante Bolivia, desde comenzado el juego, la tricolor trató de intimidar a la selección paraguaya, sin embargo la tricolor acabó con una derrota de 2 a 1, desde iniciado el primer tiempo los jugadores puestos en la cancha como la alineación poco habitual acabó siendo un total y absoluto fracaso, al minuto 11 tras un mala salida por parte de Juan Carlos Paredes, Arturo Mina y de Walter Ayoví el árbitro venezolano José Argote cobro tiro libre, en favor de Paraguay, donde tras una defensa completamente descoordinada como de una muy mala salida de Esteban Dreer, los jugadores paraguayos Cecilio Domínguez y Miguel Almirón, asistieron para que Bruno Valdez marcará el primero del encuentro, al minuto 64 tras un pase combinado de Miguel Almirón, con Federico Santander, permitió que Júnior Alonso,  marque el segundo destrozando a la defensa ecuatoriana y a un Esteban Dreer desorientado. La tricolor lograría descontar cuando al minuto 70 Antonio Valencia lanzaría la pelota al arco paraguayo, que Júnior Alonso tocaría con la mano, donde se cobraría penal, y Felipe Caicedo marcaría el gol del descuento, ante el arquero paraguayo Anthony Silva. Ése fue el último gol de Caicedo en la tricolor, a pesar de que ecuador hizo lo posible por empatar el partido, nunca logró cambiar el marcador, sumado a una muy mala actuación de juego por parte de Miler Bolaños y Matías Oyóla. La tricolor cosecharía su quinta derrota en esta eliminatoria, lo que aumentó las estadistícas a favor de Paraguay sobre la saga tricolor en las eliminatorias, sumado a que esa victoria mantenía vivo a la selección Paraguaya por un cupo al mundial. Éste partido que de por sí dejaba el desempeño de la tricolor en el piso, perjudicó la posición de la selección en el sexto puesto, lejos de la zona de clasificación, lugar que jamás abandonaría a partir de ahora.
Para la decimocuarta fecha, la tricolor se enfrentó, a Colombia que en un duro partido logró derrotar a Bolivia. Para esta fecha, el partido se jugó en el Estadio Olímpico Atahualpa en Quito, donde la tricolor estaba obligada a ganar para que mantener posibilidades de clasificar. Pero todo terminó en desastre, donde Gustavo Quinteros nuevamente uso la alineación 1-4-2-2-2, provocando otra vez las críticas. Esteban Dreer, Walter Ayoví, Matías Oyóla, Arturo Mina y Luis Caicedo fueron puestos en la titularidad, por su parte la selección colombiana al mando de James Rodríguez, Juan Guillermo Cuadrado, y David Ospina, con un gran dominio por completo el partido, al minuto 20, en una juego combinado de Miguel Borja logró habilitar a James, para marcarar el primero del encuentro. 13 minutos después, nuevamente en una jugada colectiva con James Rodríguez, Carlos Bacca, y Juan Guillermo Cuadrado, marcaría el segundo del encuentro donde, otra vez la defensa ecuatoriana y Esteban Dreer no hicieron nada para retener el balón. A pesar de que la tricolor buscó la forma empatar el encuentro nunca logró revertir el marcador, a su vez con los malos cambios de Gustavo Quinteros, como de cambiar a Enner Valencia quien era junto a Felipe Caicedo, Ángel Mena y Antonio Valencia cómo los más destacados del Partido, por Gabriel Cortez, mismo destino que tuvo el propio mena al ser inexplicablemente reemplazado por Marcos Caicedo, adicionalmente Luis Caicedo fue expulsado del encuentro por hacer falta contra Miguel Borja, y esto empero cuando Matías Oyola, provocó errores fatales que casi hacen que la escuadra colombiana casi marcara otro gol, el partido finalizó con 2 a 0 a favor de Colombia, donde nuevamente la tricolor perdió como local, significando la ruptura de 19 años de un invicto de local con Colombia, algo que nunca pasó desde la derrota de 1 a 0 en las eliminatorias a Francia 1998, con éstas derrotas la tricolor estaba prácticamente fuera del mundial y con pocas posibilidades de clasificar, ante los resultados obtenidos las críticas se cuantificaron, donde Gustavo Quinteros empezó hacer visto con posibilidades de no renovar el contrato con la selección, y a todos los jugadores incluyendo a Felipe Caicedo como "Estatuas" debido a la poca solidez por frenar a los jugadores colombianos o el compromiso de hacer un buen partido. ya que ese partido con Colombia entraría en una gran controversia, que provocó que la renuncia de Carlos Villacís en la Federación, perdiendo la poca cobertura que tenía.

#### Selección Sub-20, Selección Sub-17 y Juegos Bolivarianos: Fracaso en el Mundial Sub-20, la eliminación en el Hexagonal Final y mala administración deportiva
Ante el duro el golpe que recibió la tricolor, con las dos derrotas y la controversia con las vuvuzelas, la selección sub-20 comandada por Jorge Celico había logrado un hecho histórico dentro del fútbol juvenil ecuatoriano al conseguir la medalla de plata en el campeonato Sudamericano 2017 sub-20 realizado en el país, adicionalmente consiguió por tercera ocasión el pase a un mundial sub-20 en Corea del Sur 2017, sin embargo esto tampoco trajo conformidad a la fanaticada de la tricolor, debido a que se culpó a la FEF de nuevamente de incompetencia, cuando la selección sub-17 no conseguiría el pase al Mundial India sub-17 2017, tras ser eliminado en el Sudamericano sub-17 de Chile en el Hexagonal Final, había quedado último de la 6 selecciones, algo que se empeoró cuando en el Mundial Corea del Sur Sub-20, la mini tri tuvo una decepcionante participación al quedar eliminado en primera fase. 

| Equipo                    | Fase final               | PTS | PJ | PG | PE | PP | GF | GC | DG |
| ------------------------- | ------------------------ | --- | -- | -- | -- | -- | -- | -- | -- |
| Selección nacional Sub-20 | Fase de grupos (Grupo F) | 2   | 3  | 0  | 2  | 1  | 4  | 5  | -1 |

| Equipo         | Pts. | PJ | PG | PE | PP | GF | GC | Dif. |
| -------------- | ---- | -- | -- | -- | -- | -- | -- | ---- |
| Estados Unidos | 5    | 3  | 1  | 2  | 0  | 5  | 4  | 1    |
| Senegal        | 4    | 3  | 1  | 1  | 1  | 2  | 1  | 1    |
| Arabia Saudita | 4    | 3  | 1  | 1  | 1  | 3  | 4  | -1   |
| Ecuador        | 2    | 3  | 0  | 2  | 1  | 4  | 5  | -1   |

| 22 de mayo de 2017, 17:00 (UTC+9) | Ecuador                  | 3:3 (2:1) | Estados Unidos                      | Estadio de Incheon, Incheon                             |                                                         |
|                                   | Lino 5' · Cabezas 7' 64' | Reporte   | Sargent 36' 54' · De la Torre 90+4' | Asistencia: 3886 espectadores Árbitro(s): Björn Kuipers | Asistencia: 3886 espectadores Árbitro(s): Björn Kuipers |

| 25 de mayo de 2017, 17:00 (UTC+9) | Ecuador     | 1:2 (0:1) | Arabia Saudita | Estadio de Incheon, Incheon                           |                                                       |
|                                   | Caicedo 89' | Reporte   | Al-Yami 7' 84' | Asistencia: 3496 espectadores Árbitro(s): Sidi Alioum | Asistencia: 3496 espectadores Árbitro(s): Sidi Alioum |

| 28 de mayo de 2017, 18:00 (UTC+9) | Senegal | 0:0     | Ecuador | Estadio Mundialista, Jeonju                                     |                                                                 |
|                                   |         | Reporte |         | Asistencia: 11 047 espectadores Árbitro(s): Antonio Mateu Lahoz | Asistencia: 11 047 espectadores Árbitro(s): Antonio Mateu Lahoz |

Por si fuera poco aún mes de que la mini tri fuese eliminado, el comité deportivo ecuatoriano entró en controversia, dado que varios deportistas ecuatorianos que habían participado en los Juegos Olímpicos, Juegos Panamericanos y en los próximos los Juegos Bolivarianos, no contaban con los materiales o las herramientas adecuadas para realizar y disputar adecuadamente las diferentes competencias, sumado a que varios periodistas acusaban a los Comité Deportivo de que ellos daban mayor prioridad a los jugadores de la tricolor o los equipos ecuatorianos, que a los demás deportistas ecuatorianos, algo que el histórico Jefferson Pérez también expresó, si bien el Comité negó todo esto, muchos ecuatorianos expresaron su inconformidad, al ver que daban más cabida a los jugadores ecuatorianos a quienes ya no eran considerados como estrellas sino como "Vacas Sagradas" en comparación de los demás ecuatorianos.

#### Partidos amistosos: partido amistosos sin nivel futbolístico y las críticas futbolísticas
En el mes de junio y julio, la tricolor disputó tres partidos amistosos con Venezuela, El Salvador, y Trinidad y Tobago, donde la cosechó un empate de a 1 a 1 con Venezuela a último minuto, dos victorias de 3 a 0 con El Salvador y 3 a 1 con Trinidad y Tobago, a partir de cada uno de estos resultados suscitados después de la controversia del partido con Colombia, la reputación de la Tricolor empezó a decaer considerablemente, siendo los más principales objetos de burlas nuevamente a la FEF, a la que se le culpó de los partidos amistosos, donde se supo que la tricolor rechazo jugar con las selecciones de México o Uruguay , que veían en una buena racha en las eliminatorias, pero aceptaron realizar partidos con selecciones que estaban eliminadas o estaban a punto de ser eliminadas como Trinidad y Tobago, también se culpó a la FEF de la poca cobertura que se le dio a los procesos juveniles, donde hubo testimonios que la FEF no invirtió o no puso el suficiente empeño para manejar adecuadamente este tipo de procesos, adicionalmente para los partidos amistosos Gustavo Quinteros otra vez convocó a jugadores que al final nunca disputaron un encuentro, como Michael Estrada o Bryan Cabezas que fueron convocados pero no disputaron minutos, sin mencionar que el rendimiento ante los amistosos fue un completo desastre, donde los jugadores o estaban fuera de forma o tenían un nivel de juego adecuada para competir, esto también perjudico el puesto que tenía la tricolor en el ranking FIFA que en el año 2016 estaba en el puesto 20 o 25 pero con el rendimiento de la fecha en marzo y los amistosos bajó casi al puesto 39 o 40, con todo esto sucediendo a dos meses de que se disputaran la fecha 15 y 16 de las eliminatorias, donde a pesar de las críticas y mucha incertidumbre que generaba la tricolor como la FEF, Gustavo Quinteros y varios jugadores entre ellos a Walter Ayoví o Felipe Caicedo, afirmaron que tendrían un buen resultado para regresar al mundial, para esta ocasión la tricolor en estas dos fechas obligada a ganar 2 partidos o empatar 1 y ganar 1, para conseguir al menos el cuarto o quinto puesto, sin embargo, la fecha de septiembre se convertiría en la última fecha que Gustavo Quinteros dirigiría a la Tricolor, al mismo tiempo sería la que marcaría una gran ruptura entre los jugadores, exjugadores, los fanáticos y los analistas en todo el Ecuador.

#### Fecha 15 - 16: La derrota de visitante ante Brasil, el "Atahualpazo" y la ruptura de la tricolor de Quinteros
En el mes de septiembre, la tricolor tenía que disputar la fecha quince el 1 de septiembre en el estadio Arena do Grêmio en la ciudad de Porto Alegre, contra una selección brasileña que llegaba de una racha positiva con 8 partidos ganados y puntero de la tabla, para esta ocasión Alexander Domínguez y Esteban Dreer también a pesar de que fue convocado fue resegado a la banca de suplentes, la portería fue puesto Máximo Banguera por presión de la prensa, el partido se jugó a las 21:45 p. m., para esta ocasión el equipo de Tite comandado por Neymar, Paulinho, Willian, Alisson y Gabriel Jesús, le fue difícil controlar o dominar por completo a la saga ecuatoriana donde Robert Arboleda, "Toño" Valencia y Enner Valencia fueron los más destacados del Partido dominando los ataques de los jugadores. Pero la selección brasileña se llevaría la victoria, el primer gol llegó al minuto 69 cuando en un tiro de esquina cobrado por Marcelo, Paulinho marcaría el primer de Brasil al derrotar al portero ecuatoriano que no pudo tapar o esquivar la pelota, el segundo gol llegaría al minuto 76 cuando en una jugada colectiva entre Gabriel Jesús con Coutinho, logrando marcar el segundo del encuentro, y el partido finalizó con 2 a 0 a favor de Brasil. Con ese resultado Brasil clasificó al mundia del Rusia 2018, por su parte la tricolor descendió nuevamente, pero esta vez al octavo puesto. En esta ocasión, las críticas se alivianaron un poco, debido a la inclusión de jugadores del Barcelona y pesar de la derrota; sin embargo, esto lo mantuvo alejado de las críticas.  
En la decimosexta fecha, la tricolor estaba obligada a ganar a la selección Peruana, quien en ese 2017 al mando de Ricardo Gareca venía en una racha impecable al lograr una importante victoria ante Bolivia en el Monumental, lo que mantenía como un rival directo para la clasificación algo que no había pasado desde la dura eliminación que sufrió en la eliminatorias Francia 1998, al mismo tiempo la selección peruana con esos resultados había limpiado su imagen ante el horrendo camino que tuvo en las eliminatorias Sudáfrica 2010 y la mala racha en las eliminatorias Brasil 2014, en este partido nuevamente el estadio Olímpico Atahualpa, que fue acusado de estar en mal estado por diferentes analistas, fue la sede del partido, en Quito, antes de iniciado el partido la afición ecuatoriana estaba expectante ante el partido, anhelando que la tricolor conseguiría su pase al mundial; sin embargo, había diferentes opiniones que no sólo decían que Ecuador no conseguirá la clasificación con el partido con Perú, sino que la selección peruana lograría empatar o sacar un punto del partido, pero una de las opiniones de los jugadores históricos que más causó polémica y en cierto punto fue tomado como troleo, fue la de Álex Aguinaga, quien afirmó que la Tricolor no conseguiría un buen resultado, tomando como base los errores, virtudes y aciertos que tuvo la selección peruana jugando de visita o en la altura, lo mismo con la tricolor jugando de local. Para este partido la tricolor alineó con una 1-4-4-2, con Máximo Banguera en el arco, Gabriel Achilier, Robert Arboleda, Cristian Ramírez, Pedro Velasco, Jefferson Orejuela, Cristian Noboa, Antonio Valencia, Juan Cazares, Felipe Caicedo y Enner Valencia. Pedro Gallese no fue puesto en la portería peruana sino por Carlos Caceda, quien sería acompañado por Aldo Corzo, Cristian Ramos, Alberto Rodríguez, Miguel Tauco, Renato Tapia, Yoshimar Yotun, Edison Flores, Cristian Cueva, Andrés Carillo, y su capitán Paolo Guerrero con 4-2-3-1, el partido se jugó el 5 de septiembre, a las 16:00 p. m., desde el primer tiempo la tricolor trato de intimidar a la selección peruana con ataques precisos de Enner Valencia y Jefferson Orejuela, sin embargo ante una poca efectividad de Felipe Caicedo, Cristian Ramírez y Juan Cazares, como ante sólida defensa peruana comandada por Paolo Guerrero no pudo hacer efectivo al ataque ecuatoriano, el primer tiempo concluyó con una imagen sumamente agridulce de la tricolor, pero con una buena actuación de la defensa, que logró retener los ataques peruanos de Cristian Ramos, Aldo Corzo y Cristian Cueva, para el segundo tiempo los errores regresaron donde ante malos pases por parte de Gabriel Achilier, Cazares, y Pedro Velasco, la selección peruana aprovecharon dichos errores para atacar a la tricolor, al minuto Quinteros hizo un cambio que afectaría negativamente el rendimiento de la tricolor; cambió a Felipe Caicedo por el lateral Marcos Caicedo. El minuto 73 tras un pésimo pase de Pedro Velasco mando la pelota a Edison Flores, y aprovechando un error de la defensa, "Orejas" logró marcar el gol de la victoria peruana, con un remate desde afuera del área. El segundo gol llegaría tres minutos después, cuando Ricardo Gareca reemplazó a André Carillo por Paolo Hurtado, al minuto 76 en una jugada combinada entre Paolo Guerrero y Cristian Cueva marcando el segundo del encuentro. La tri logró únicamente descontar al minuto 79 cuando Enner Valencia en una jugada individual, fue derribado por Cristian Ramos, siendo expulsado por tarjeta por el árbitro paraguayo Enrique Cáceres, ante la falta se cobró penal a favor de la tricolor donde Enner Valencia marcaría gol ante el arquero peruano Carlos Caceda, el partido concluyó al minuto 95, con una victoria histórica de Perú lo que matemáticamente la ponía en zona de clasificación, por su parte la tricolor que ya de por sí había logrado una racha negativa de tener hasta ese tiempo cuatro derrotas consecutivas algo que no había pasado desde los procesos clasificatorios a Estados Unidos 1994, perjudicando así no sólo su diferencia de gol, sino que la dejó estancada en el puesto octavo dando por eliminada a la tri, ya que Perú, Paraguay y Chile tuvieron oportunidades de clasificar, al mismo tiempo que rompió un invicto de 39 años de nunca haber perdido de local ante Perú.
Con la derrota y los malos resultados, la paciencia de la afición ecuatoriana se corrompió por completo, los periodistas deportivos explotaron de furia e indignación, y las palabras dichas por antiguos jugadores o técnicos ecuatorianos salieron a flote, y el partido que jugó el partido contra la selección peruana fue tachado como uno de los peores jugados de la historia de la selección ecuatoriana. La expresión del público no se hizo esperar en la que entre burlas o vejaciones se expresaban de manera negativa contra jugadores de la tricolor, prácticamente todo la admiración que la selección ganó en el año 2015, se perdió por completo, con el resultado sacado con el Tigre la tricolor de Quinteros tuvo el mismo destino que la selección peruana de Chemo de Solar, o la selección paraguaya en Brasil 2014, pasó a ser una de las más odiadas de la historia de tricolor, puesto que los resultados del nacionalizado fueron extremadamente patéticos, principalmente a que gracias a sus malos planteamiento o malas convocatorias, la tricolor casi pierde de local con Paraguay, casi rompe un invicto con Bolivia o Venezuela, y perdió por primera vez con Brasil y Perú, las críticas o malos comentarios no sólo se presentaron en opiniones sino en prácticamente en cualquier sistema de transmisión, radio ecuatoriana, y las cadenas de televisión como Teleamazonas o Ecuavisa, hacían eco en sólo una frase "Ecuador eliminado del mundial 2018", "Perú dio el batacazo en el Atahualpa", al mismo tiempo el partido paso a la posteridad por las diferentes imágenes donde se mostraba a la Cristian Cueva, Edison Flores, Paolo Guerrero, Paolo Hurtado, Ricardo Gareca, Jefferson Farfan, Pedro Gallese y toda la plantilla peruana festejando entre alegría la victoria de Quito, esto también incluyó a las narraciones echas por los locutores peruanos Daniel Peredo o Peter Arévalo, por otro lado con la derrota también se circuló imágenes de la expresión de impotencia, decepción o de ira por parte de los propios jugadores, como de Felipe Caicedo siendo superado por Edison Flores, y Cristian Cueva celebrando el gol frente un Cristian Noboa y Cristian Ramírez con una expresión de desaliento, o la de Antonio Valencia con expresión de decepción después del segundo de Edison Flores, incluso en Lima se hicieron populares las palabras de Jefferson Farfan de "hemos tenido nuestra revancha del 5 a 1", haciendo referencia de la vez que la tricolor derroto y goleo a la selección peruana en la fecha 4 de las eliminatorias Sudáfrica 2010.
Ese día martes y como él miércoles, muchos analistas de futbol expresaron su inconformidad, adicionalmente exjugadores de la tricolores Álex Aguinaga, Iván Hurtado, Eduardo Hurtado, Carlos Tenorio, José Francisco Cevallos, Jaime Iván Kaviedes, Alfonso Obregón, Néicer Reasco, Agustín Delgado, Segundo Castillo,o Edison Méndez expresaron su insatisfacción o sentimiento de impotencia al ver como la selección que inicio desde las eliminatorias 1998 se iba destruyendo por malas decisiones de los directivos y la mal rendimiento o el exceso de soberbia de los jugadores, incluso deportistas ecuatorianos alejados del ámbito del futbol entre ellos el propio Jefferson Pérez, también se expresó ante la mala campaña en ese 2017, culpando también de esa catastrófica mala racha a los dirigentes, y las conocidas "Palancas y Chiriborguismo". Además de eso se puso en tono de burla la falta de compromiso de los propios jugadores, puesto que en todo el partido solo Enner Valencia por frenar el ataque de los peruanos, fue el único destacado del partido, mientras que los demás jugadores como Gabriel Achilier, Juan Cazares, Antonio Valencia, Cristian Noboa, Cristian Ramírez, incluso al goleador a Felipe Caicedo, los llamaron "Vacas Sagradas" o "los peores jugadores del Ecuador" en ese partido, ante la presión de los comentarios, Felipe Caicedo anunció que ya no volvería a disputar un partido por la tricolor, mismo destino que mencionó Walter Ayoví, Matías Oyola o Esteban Dreer, en un principio se pensó que esa renuncias era por los comentarios de la afición, pero en realidad era por pagos tardíos de la federación hacia ellos principalmente a Felipao, adicionalmente quinteros más que expresar una respuesta sólida, sólo justifico con el hecho de que "La altura fue la responsable de la derrota de la selección" o que "No me interesa lo que la gente le decía" refiriéndose a las críticas que recibió por la  afición de los fanáticos del Barcelona y Liga de Quito, expresaron su rechazo en contra del argentino, sumado a que Carlos Villacis más que dar respuestas concretas, lo único que hizo fue decir que la tricolor conseguiría su boleto al mundial en la última fecha, sin embargo la afición ya no aceptó más las respuestas con la FEF, sobre todo se supo que Gustavo Quinteros iba a ser despedido finalizando el proceso eliminatorio hasta 2018, a pesar de que este manifestó que tenía en mente seguir al mando de la Tricolor hasta el final de las eliminatorias, sin embargo ante una relación completamente rota con Carlos Villacis, lo despidieron y con la renuncia de Felipe Caicedo en defensa de él, demostrando que había jugadores que apoyaban a Quintero, no obstante había también comentarios de varios jugadores entre ellos del propio Antonio Valencia que reiteraba que la mala campaña fue por culpa de Gustavo Quinteros, por un lado jugadores como Felipe Caicedo, Michael Arroyo, Walter Ayovi o Gabriel Achilier defendían al entrenador afirmando de que los resultados fueron "Mala Suerte", por el otro Cristian Noboa, Jefferson Montero, o Alexander Domínguez culpaban a los propios jugadores por bajo rendimiento y por el otro Enner Valencia, Antonio Valencia, Máximo Banguera o Robert Arboleda culpaban a los dirigentes por ineptitud, al final tras la caída con Perú, lo único que quedó fue una selección desunida y sin compromiso o visión, ante todo lo sucedido con la derrota de Colombia, la derrota de Perú, en convertirse en uno de los equipos con la peor defensa ese 2017, por descender catastróficamente del ranking FIFA del puesto 38 al 69 y tener asegurada la eliminación del mundial, el proceso de Gustavo Quinteros que empezó magníficamente con la histórica victoria en el Monumental de Argentina, y que en un principio fue considerado como el mejor proceso de la historia desde las eliminatorias 2002 o eliminatorias 2006, llegaba a su fin con una dura derrota de local ante Perú. 

#### Fecha 17 - 18: Con nuevo Técnico, la eliminación en el Monumental de Chile y las polémicas extradeportivas
En la decimoséptima y decimoctava, la tricolor ya no tenía el deber sino la obligación de ganar los dos partidos o estar pendientes de los resultados de las otras selecciones principalmente de Perú, Chile y Paraguay, si bien la tricolor matemáticamente tenía posibilidades de clasificar, la afición ecuatoriana había perdido todo el respeto que le tenían a la tricolor, sumado a que Gustavo Quinteros una vez que fue despedido, Carlos Villacis eligió al director interino Jorge Celico, sin embargo esto lejos de tomarlo como una buena decisión fue visto como un acto desesperado por parte de la FEF, ya que desde la derrota de Colombia se exigió la renuncia de Gustavo Quinteros, sin embargo cuando se dio el Batacazo de Perú en Quito y con las posibilidades ya esfumadas, Gustavo Quinteros recién fue despedido, sin mencionar que una vez que Felipe Caicedo anunció su renuncia a la selección, se reveló que los jugadores de la tricolor tenía una relación bastante tensa con la FEF, las supuestas promesas cantidades de dinero solo por dar un buen resultado, o que los directivos hicieron malos tratos a los jugadores, adicionalmente con las críticas o vejaciones del público como de muchos exjugadores, varios jugadores tomaron la decisión de que "No querer ser llamados", sumado a que varios de esos jugadores siendo los principales Miller Bolaños, Arturo Mina, Gabriel Achilier, Esteban Dreer, Juan Carlos Paredes o Pedro Velasco ya no fueron vistos como gratos para ser convocados, en un ambiente de mucho desaliento por parte de la afición, con una tricolor desunida, semicaída, y la reputación de la FEF completamente manchada, Ecuador debió jugar su última oportunidad de al menos alcanzar el quinto puesto, con la Selección Chilena quien a pesar de llegar como bicampeón América y con la medalla de plata en la Copa Confederaciónes 2017, tuvo una pésima campaña en la anterior fecha donde perdió de local 3 a 0 con Paraguay algo que no pasaba desde las eliminatorias 2010 y de visita 1 a 0 con Bolivia otro caso que no pasaba desde las desastrosas eliminatorias 2002, donde con esos resultados Chile estaba fuera del mundial, con una equipo donde todos los jugadores de la anterior no fueron convocados más, el partido se jugó en el Estadio Monumental, a las 20:30 p. m., desde iniciado el partido la tricolor buscó intimidar a la selección chilena con ataques precisos de Roberto Ordóñez, Michael Arroyo, Ayrton Preciado, Robert Arboleda y Cristian Ramírez a la portería defendida por Claudio Bravo, al mismo tiempo la selección chilena se vio presionada por una portería defendida por Máximo Banguera, lastimosamente el equipo de la roja comandado por Alexis Sánchez, Arturo Vidal, y Gary Medel se llevó una agónica victoria de 2 a 1, el primer gol de la selección chilena llegó al minuto 21 en una jugada combinada entre Eugenio Mena, Alexis Sánchez con Jorge Valdivia desviando los ataques de la defensa ecuatoriana, permitieron que Eduardo Vargas marcará el primero del encuentro, a lo que la selección en un intento desesperado por revertir el marcador hizo todo lo posible de empatar el encuentro, pero ante una selección chilena que al igual estaba desesperada por la victoria o mantener el marcador, el resultado no se movió, en el minuto 83 la tricolor logró empatar el encuentro cuando el recién ingresado Romario Ibarra, en una jugada colectiva con Roberto Ordóñez, marcando el gol del empate de manera casi milagrosa, pero aun minuto del gol en un pase entre Michael Arroyo con Jacob Murillo, sin lograr esquivar bien la pelota, siendo derribado por Arturo Vidal, quien mandó la pelota a Alexis Sánchez, logrando marcar el segundo de la victoria chilena, en un nuevo intento por empatar el encuentro la tricolor poco o nada pudo hacer, el partido finalizó a los 95, donde a un minuto final del encuentro Michael Arroyo sería expulsado con tarjeta roja por el árbitro brasileño Sandro Ricci, la victoria de Chile prácticamente sello la eliminación de tricolor del mundial, sumado a los resultados como el empate de Perú con Argentina y la victoria de 2 a 1 de Paraguay de visita a Colombia le aseguraron el estancamiento en el octavo puesto. 
La tricolor no tenía más opción que jugar su último partido con la selección argentina, para esta ocasión las críticas no fueron tan fuertes como la vez pasada, ya que muchos fanáticos, incluso los analistas ya no esperan nada de la tricolor, por lo que la derrota más que cambiar la opinión que se le tenía a la tricolor de ser un equipo muerto solamente se solidifico, en la última fecha la tricolor ya sin opciones de clasificar, debía disputar su último encuentro con la albiceleste la cual llegaba en una pésima campaña donde estaba en puestos fuera del mundial, algo que no pasaba desde la dura eliminatorias Sudáfrica 2010, para este ocasión la tricolor jugó con un equipo completamente alternativo, donde los únicos titulares que estaban eran Máximo Banguera y Renato Ibarra, la selección argentina jugó con todas sus estrellas Sergio Romero, Eduardo Salvio, Ángel Di María, y obviamente Lionel Messi. Para este partido hubo una más incertidumbre de los fanáticos de la selección argentina, chilena, paraguaya, y peruana, ya que el resultado en el Olímpico Atahualpa definía que selección iría al mundial y quien no, pero lo mismo no se podría decir que la afición ecuatoriano, ya que el partido con Argentina prácticamente era intrascendente o no tenía ninguna importancia, el partido en un estadio con más aficionados argentinos que ecuatorianos, el encuentro se jugó a las 18:30 p. m. el 10 de octubre, para sorpresa de muchos en el primer minuto de jugado el partido, en una jugada colectiva entre Jefferson Intriago con Roberto Ordóñez, lograron marcar habilitar a Romario Ibarra para marcar el primer gol del encuentro. Para desesperación de argentina, sin embargo la gloria se fue muy rápido, puesto que a unos 11 minutos de ese gol, Lionel Messi cambiaría el marcador remontándolo de un 1 a 0, aun 3 a 1, el primer gol de Messi, llegó en un juego colectivo con Ángel Di María, al mismo tiempo derrotando a la defensa ecuatoriana, el segundo gol de Argentina llegó cuando en nuevamente en una jugada colectiva de fideo con Lionel Messi anotando el segundo gol. Para el tercer y último gol, Lionel Messi, tras un largo de pase de Ángel di María, Lionel Messi marcaría un gran gol de tiro libre donde Máximo Banguera no alcanzaría a tapar, al final el marcador no se movió más, el partido al final culminó con un 3 a 1 a favor de Argentina, lo que le aseguro el pase al mundial de Rusia 2018, las eliminatorias culminaron ese mismo día con la victoria por goleada de 3 a 0 de Brasil sobre Chile, a su vez Perú que había empatado su encuentro con Colombia, le aseguró su puesto en el repechaje, al final de la eliminatoria Brasil, Uruguay, Argentina, Colombia y Perú que triunfo sobre Nueva Zelanda en el repechaje, obtuvieron su pasaporte al mundial, mientras que la tricolor que en el 2015 le había iniciado su mejor inicio de eliminatorias al estar en el primer puesto, tuvo que comerse la vergüenza y la decepción de estar eliminados del mundial en la octava posición.
El partido con Argentina, además de asegurar que la selección ecuatoriana dejó de ser el equipo competitivo de 2015, dicho partido pasó a la posteridad como la sospecha en Quito, debido a que la tricolor como ya sea había mencionó alineó y jugó con un equipo lleno de suplentes, sumado a que después del gol de Romario Ibarra, la tricolor prácticamente no hizo nada por aumentar el marcador, ya que lo único que hizo fue defender o hacer pases entre los defensores y los centro campistas, sumado a que varios analistas argentinos manifestaron de que el ritmo futbolístico de los jugadores ecuatorianos lejos de ser competitivo era más parecido al de entrenamiento, esto también se vio reflejado en los jugadores argentinos después de los tres goles de Lionel Messi tampoco aumentó el marcador, y al igual que los jugadores ecuatorianos sólo movían pelota, esto llegó hacer objeto de dudas, donde se llegó a la conclusión, de que la tricolor se dejó vencer únicamente para hacer que Chile fuese eliminado del mundial, ya que Argentina antes de disputar el partido en Quito, al mando de Jorge Sampaoli, venía en el puesto sexto, con pocas posibilidades a menos que le ganaba a la Tricolor, por lo que muchos aficionados ecuatorianos tomando en cuenta lo poco que los jugadores les importaba la tricolor, mismo caso de la propia Federación, llegaron a la conclusión de que la tricolor se dejó derrotar para asegurar la clasificación a la selección de Argentina, también se llegó a saber que la FEF al mando de Carlos Villacis había perdido dinero o se encontraba en números rojos, al mismo tiempo el partido más que mostrar el nivel futbolística de la albiceleste ante una selección que decepciono a muchos, fue tomado como un ajuste y un favor que la tricolor le hizo a la selección argentina, ya que supo que varios jugadores de la tricolor como de las demás selecciones, no les hacía gracia que Chile clasificara, puesto que la selección chilena que se había coronado como el bicampeón de América tenía un exceso de triunfalismo, la conocida generación dorada entre ellos Arturo Vidal se había comportado sumamente arrogantes con los que demás planteles de la clasificación, así que Argentina con la victoria y la goleada que le propinó Brasil a Chile, permitió clasificar a la "Albiceleste" al mundial, siendo un caso similar al que hizo la selección de Uruguay en las eliminatorias 2002. Ante la derrota la Tricolor y, la sospecha de que se dejó perder, la selección que se había ganado el respeto de muchos en el 2015, llegando a ser catalogado como uno de los mejores planteles de la historia, quedó eliminado del mundial, además que los resultados la posicionaron al equipo con una de las peores defensores y centro campistas del 2017, provocando de que la tricolor buena parte de los últimos años de la década del 2010 sobre todo en el 2019, ya no fuera visto como un equipo competitivo, sino como seleccionado sin rumbo y con jugadores sin compromiso, dejando de lado todo lo que hizo grande a la tricolor en todas las eliminatorias anteriores a la del 2018, ante los pésimos resultados donde perdió todos los partidos oficiales siendo la peor eliminatoria de local y de visita, como en el rendimiento mediocre los partidos amistosos, provocó que ese año la tricolor descendencia en el Ranking FIFA puesto 67 al puesto 70, lo que la posicionó como la selección con peor rendimiento de la Conmebol.

## Tabla de posiciones
| Pos. | Selección | Pts. | PJ | G  | E | P  | GF | GC | Dif. |
| ---- | --------- | ---- | -- | -- | - | -- | -- | -- | ---- |
| 1.   | Brasil    | 41   | 18 | 12 | 5 | 1  | 41 | 11 | 30   |
| 2.   | Uruguay   | 31   | 18 | 9  | 4 | 5  | 32 | 20 | 12   |
| 3.   | Argentina | 28   | 18 | 7  | 7 | 4  | 19 | 16 | 3    |
| 4.   | Colombia  | 27   | 18 | 7  | 6 | 5  | 21 | 19 | 2    |
| 5.   | Perú      | 26   | 18 | 7  | 5 | 6  | 27 | 26 | 1    |
| 6.   | Chile     | 26   | 18 | 8  | 2 | 8  | 26 | 27 | −1   |
| 7.   | Paraguay  | 24   | 18 | 7  | 3 | 8  | 19 | 25 | −6   |
| 8.   | Ecuador   | 20   | 18 | 6  | 2 | 10 | 26 | 29 | −3   |
| 9.   | Bolivia   | 14   | 18 | 4  | 2 | 12 | 16 | 38 | −22  |
| 10.  | Venezuela | 12   | 18 | 2  | 6 | 10 | 19 | 35 | −16  |

| Pos. | Selección | Pts. | PJ | G  | E | P  | GF | GC | Dif. |
| ---- | --------- | ---- | -- | -- | - | -- | -- | -- | ---- |
| 1.   | Brasil    | 41   | 18 | 12 | 5 | 1  | 41 | 11 | 30   |
| 2.   | Uruguay   | 31   | 18 | 9  | 4 | 5  | 32 | 20 | 12   |
| 3.   | Argentina | 28   | 18 | 7  | 7 | 4  | 19 | 16 | 3    |
| 4.   | Colombia  | 27   | 18 | 7  | 6 | 5  | 21 | 19 | 2    |
| 5.   | Perú      | 26   | 18 | 7  | 5 | 6  | 27 | 26 | 1    |
| 6.   | Chile     | 26   | 18 | 8  | 2 | 8  | 26 | 27 | −1   |
| 7.   | Paraguay  | 24   | 18 | 7  | 3 | 8  | 19 | 25 | −6   |
| 8.   | Ecuador   | 20   | 18 | 6  | 2 | 10 | 26 | 29 | −3   |
| 9.   | Bolivia   | 14   | 18 | 4  | 2 | 12 | 16 | 38 | −22  |
| 10.  | Venezuela | 12   | 18 | 2  | 6 | 10 | 19 | 35 | −16  |

### Puntos obtenidos contra cada selección durante las eliminatorias
| vs.       | Bandera de Argentina | Bandera de Bolivia | Bandera de Brasil | Bandera de Chile | Bandera de Colombia | Bandera de Paraguay | Bandera de Perú | Bandera de Uruguay | Bandera de Venezuela | Total |
| --------- | -------------------- | ------------------ | ----------------- | ---------------- | ------------------- | ------------------- | --------------- | ------------------ | -------------------- | ----- |
| Local     | 0                    | 3                  | 0                 | 3                | 0                   | 1                   | 0               | 3                  | 3                    | 13    |
| Visitante | 3                    | 1                  | 0                 | 0                | 0                   | 0                   | 0               | 0                  | 3                    | 7     |
| Total     | 3                    | 4                  | 0                 | 3                | 0                   | 1                   | 0               | 3                  | 6                    | 20    |

### Evolución de posiciones
| País / Fecha | 1   | 2   | 3   | 4   | 5   | 6   | 7   | 8   | 9   | 10  | 11  | 12  | 13  | 14  | 15  | 16  | 17  | 18  |
| ------------ | --- | --- | --- | --- | --- | --- | --- | --- | --- | --- | --- | --- | --- | --- | --- | --- | --- | --- |
| Ecuador      | 1.º | 2.º | 1.º | 1.° | 1.° | 2.º | 4.º | 6.º | 3.º | 3.º | 4.º | 3.º | 5.º | 6.º | 8.º | 8.º | 8.º | 8.º |
| Resultado    | G   | G   | G   | G   | E   | P   | P   | P   | G   | E   | P   | G   | P   | P   | P   | P   | P   | P   |

## Partidos

### Primera vuelta
| 8 de octubre de 2015, 21:00 (UTC-3) | Argentina | 0:2 (0:0)                     | Ecuador                 | Estadio Monumental, Buenos Aires                           |                                                            |
|                                     |           | FIFA Reporte Conmebol Reporte | Erazo 80' · Caicedo 81' | Asistencia: 40 000 espectadores Árbitro(s): Julio Bascuñán | Asistencia: 40 000 espectadores Árbitro(s): Julio Bascuñán |

| 13 de octubre de 2015, 16:15 (UTC-5) | Ecuador                     | 2:0 (0:0)                     | Bolivia | Estadio Olímpico Atahualpa, Quito                        |                                                          |
|                                      | Bolaños 80' · Caicedo 90+5' | FIFA Reporte Conmebol Reporte |         | Asistencia: 28 491 espectadores Árbitro(s): Sandro Ricci | Asistencia: 28 491 espectadores Árbitro(s): Sandro Ricci |

| 12 de noviembre de 2015, 16:00 (UTC-5) | Ecuador                    | 2:1 (1:0)                     | Uruguay    | Estadio Olímpico Atahualpa, Quito                           |                                                             |
|                                        | Caicedo 22' · Martínez 58' | FIFA Reporte Conmebol Reporte | Cavani 48' | Asistencia: 37 316 espectadores Árbitro(s): Ricardo Marques | Asistencia: 37 316 espectadores Árbitro(s): Ricardo Marques |

| 17 de noviembre de 2015, 16:30 (UTC-4:30) | Venezuela       | 1:3 (0:2)                     | Ecuador                                     | Estadio Cachamay, Puerto Ordaz                          |                                                         |
|                                           | J. Martínez 83' | FIFA Reporte Conmebol Reporte | F. Martínez 14' · Montero 22' · Caicedo 59' | Asistencia: 32 659 espectadores Árbitro(s): Gery Vargas | Asistencia: 32 659 espectadores Árbitro(s): Gery Vargas |

| 24 de marzo de 2016, 16:00 (UTC-5) | Ecuador                   | 2:2 (1:1)                     | Paraguay         | Estadio Olímpico Atahualpa, Quito                            |                                                              |
|                                    | Valencia 19' · Mena 90+1' | FIFA Reporte Conmebol Reporte | Lezcano 37', 58' | Asistencia: 38 100 espectadores Árbitro(s): Daniel Fedorczuk | Asistencia: 38 100 espectadores Árbitro(s): Daniel Fedorczuk |

| 29 de marzo de 2016, 15:30 (UTC-5) | Colombia                   | 3:1 (1:0)                     | Ecuador    | Estadio Metropolitano, Barranquilla                       |                                                           |
|                                    | Bacca 14', 66' · Pérez 47' | FIFA Reporte Conmebol Reporte | Arroyo 89' | Asistencia: 42 400 espectadores Árbitro(s): Enrique Osses | Asistencia: 42 400 espectadores Árbitro(s): Enrique Osses |

| 1 de septiembre de 2016, 16:00 (UTC-5) | Ecuador | 0:3 (0:0)                     | Brasil                                | Estadio Olímpico Atahualpa, Quito                           |                                                             |
|                                        |         | FIFA Reporte Conmebol Reporte | Neymar 72' · Gabriel Jesus 87', 90+2' | Asistencia: 38 400 espectadores Árbitro(s): Enrique Cáceres | Asistencia: 38 400 espectadores Árbitro(s): Enrique Cáceres |

| 6 de septiembre de 2016, 21:15 (UTC-5) | Perú                  | 2:1 (1:1)                     | Ecuador      | Estadio Nacional, Lima                                    |                                                           |
|                                        | Cueva 19' · Tapia 78' | FIFA Reporte Conmebol Reporte | Achilier 31' | Asistencia: 30 519 espectadores Árbitro(s): Wilmar Roldán | Asistencia: 30 519 espectadores Árbitro(s): Wilmar Roldán |

| 6 de octubre de 2016, 16:00 (UTC-5) | Ecuador                                     | 3:0 (2:0)                     | Chile | Estadio Olímpico Atahualpa, Quito                          |                                                            |
|                                     | A. Valencia 19' · Ramírez 23' · Caicedo 46' | FIFA Reporte Conmebol Reporte |       | Asistencia: 29 214 espectadores Árbitro(s): Mauro Vigliano | Asistencia: 29 214 espectadores Árbitro(s): Mauro Vigliano |

### Segunda vuelta
| 11 de octubre de 2016, 16:00 (UTC-4) | Bolivia         | 2:2 (2:0)                     | Ecuador              | Estadio Hernando Siles, La Paz                                  |                                                                 |
|                                      | Escobar 4', 43' | FIFA Reporte Conmebol Reporte | E. Valencia 47', 89' | Asistencia: 19 351 espectadores Árbitro(s): Mario Díaz de Vivar | Asistencia: 19 351 espectadores Árbitro(s): Mario Díaz de Vivar |

| 10 de noviembre de 2016, 20:00 (UTC-3) | Uruguay                | 2:1 (2:1)                     | Ecuador     | Estadio Centenario, Montevideo                              |                                                             |
|                                        | Coates 12' · Rolán 45' | FIFA Reporte Conmebol Reporte | Caicedo 44' | Asistencia: 54 529 espectadores Árbitro(s): Víctor Carrillo | Asistencia: 54 529 espectadores Árbitro(s): Víctor Carrillo |

| 15 de noviembre de 2016, 16:00 (UTC-5) | Ecuador                                  | 3:0 (0:0)                     | Venezuela | Estadio Olímpico Atahualpa, Quito                         |                                                           |
|                                        | Mina 51' · Bolaños 83' · E. Valencia 86' | FIFA Reporte Conmebol Reporte |           | Asistencia: 28 645 espectadores Árbitro(s): Roberto Tobar | Asistencia: 28 645 espectadores Árbitro(s): Roberto Tobar |

| 23 de marzo de 2017, 20:00 (UTC-3) | Paraguay                | 2:1 (1:0)                     | Ecuador     | Estadio Defensores del Chaco, Asunción                  |                                                         |
|                                    | Valdez 12' · Alonso 65' | FIFA Reporte Conmebol Reporte | Caicedo 70' | Asistencia: 16 000 espectadores Árbitro(s): José Argote | Asistencia: 16 000 espectadores Árbitro(s): José Argote |

| 28 de marzo de 2017, 16:00 (UTC-5) | Ecuador | 0:2 (0:2)                     | Colombia                     | Estadio Olímpico Atahualpa, Quito                         |                                                           |
|                                    |         | FIFA Reporte Conmebol Reporte | Rodríguez 20' · Cuadrado 34' | Asistencia: 36 448 espectadores Árbitro(s): Néstor Pitana | Asistencia: 36 448 espectadores Árbitro(s): Néstor Pitana |

| 31 de agosto de 2017, 21:45 (UTC-3) | Brasil                      | 2:0 (0:0)                     | Ecuador | Arena do Grêmio, Porto Alegre                                   |                                                                 |
|                                     | Paulinho 69' · Coutinho 76' | FIFA Reporte Conmebol Reporte |         | Asistencia: 38 000 espectadores Árbitro(s): Mario Díaz de Vivar | Asistencia: 38 000 espectadores Árbitro(s): Mario Díaz de Vivar |

| 5 de septiembre de 2017, 16:00 (UTC-5) | Ecuador         | 1:2 (0:0)                     | Perú                     | Estadio Olímpico Atahualpa, Quito                           |                                                             |
|                                        | E. Valencia 80' | FIFA Reporte Conmebol Reporte | Flores 73' · Hurtado 76' | Asistencia: 35 620 espectadores Árbitro(s): Enrique Cáceres | Asistencia: 35 620 espectadores Árbitro(s): Enrique Cáceres |

| 5 de octubre de 2017, 20:30 (UTC-3) | Chile                    | 2:1 (1:0)                     | Ecuador    | Estadio Monumental, Santiago                             |                                                          |
|                                     | Vargas 22' · Sánchez 85' | FIFA Reporte Conmebol Reporte | Ibarra 84' | Asistencia: 45 787 espectadores Árbitro(s): Sandro Ricci | Asistencia: 45 787 espectadores Árbitro(s): Sandro Ricci |

| 10 de octubre de 2017, 18:30 (UTC-5) | Ecuador   | 1:3 (1:2)                     | Argentina           | Estadio Olímpico Atahualpa, Quito                            |                                                              |
|                                      | Ibarra 1' | FIFA Reporte Conmebol Reporte | Messi 12', 20', 62' | Asistencia: 26 300 espectadores Árbitro(s): Anderson Daronco | Asistencia: 26 300 espectadores Árbitro(s): Anderson Daronco |

## Jugadores seleccionados
Listado de jugadores que han participado del proceso eliminatorio para la Copa Mundial 2018.
| Nombre                     | Posición      | Edad    | Partidos | Club en esa Eliminatoria     |
| -------------------------- | ------------- | ------- | -------- | ---------------------------- |
| Esteban Dreer              | Portero       | 40 años | 7        | C. S. Emelec                 |
| Alexander Domínguez        | Portero       | 34 años | 7        | Liga Deportiva Universitaria |
| Máximo Banguera            | Portero       | 36 años | 4        | Barcelona S. C.              |
| Pedro Ortiz Angulo         | Portero       | 31 años | 0        | Delfín S. C.                 |
| Librado Azcona             | Portero       | 38 años | 0        | Independiente del Valle      |
| Hamilton Piedra            | Portero       | 27 años | 0        | Independiente del Valle      |
| Robert Arboleda            | Defensa       | 30 años | 4        | C. D. Universidad Católica   |
| Marcos Andrés López        | Defensa       | 29 años | 0        | C. D. Universidad Católica   |
| Marlon de Jesús            | Defensa       | 30 años | 0        | C. S. Emelec                 |
| Óscar Bagüí                | Defensa       | 39 años | 0        | C. S. Emelec                 |
| Juan Carlos Paredes        | Defensa       | 34 años | 11       | C. S. Emelec                 |
| Gabriel Achilier           | Defensa       | 37 años | 12       | Club Monarcas Morelia        |
| Arturo Mina                | Defensa       | 31 años | 9        | Yeni Malatyaspor S. K.       |
| Jaime Ayoví                | Defensa       | 33 años | 4        | Beijing Renhe F. C.          |
| Cristian Ramírez           | Defensa       | 27 años | 6        | Ferencváros T. C.            |
| Luis Fernando León         | Defensa       | 28 años | 0        | Independiente del Valle      |
| Luis Caicedo Medina        | Defensa       | 29 años | 5        | Independiente del Valle      |
| Xavier Arreaga             | Defensa       | 27 años | 0        | Barcelona S. C.              |
| Darío Aimar                | Defensa       | 27 años | 2        | Barcelona S. C.              |
| Pedro Pablo Velasco        | Defensa       | 28 años | 3        | Barcelona S. C.              |
| Ronaldo Johnson            | Defensa       | 26 años | 0        | C. Deportivo Cuenca          |
| Walter Ayoví               | Defensa       | 42 años | 12       | C. F. Monterrey              |
| José Quintero              | Defensa       | 31 años | 0        | Liga Deportiva Universitaria |
| Frickson Erazo             | Defensa       | 33 años | 7        | C. Atlético Mineiro          |
| Carlos Gruezo              | Mediocampista | 26 años | 2        | F. C. Dallas                 |
| Fernando Gaibor            | Mediocampista | 30 años | 4        | C. S. Emelec                 |
| Pedro Quiñónez             | Mediocampista | 35 años | 7        | C. S. Emelec                 |
| Jefferson Montero          | Mediocampista | 32 años | 9        | Swansea City A. F. C.        |
| Christian Noboa            | Mediocampista | 36 años | 15       | F. K. Rostov                 |
| Jefferson Orejuela         | Mediocampista | 29 años | 9        | Fluminense F. C.             |
| Antonio Valencia           | Mediocampista | 36 años | 12       | Manchester United F. C.      |
| Jefferson Alfredo Intriago | Mediocampista | 25 años | 2        | Liga Deportiva Universitaria |
| Juan Cazares               | Mediocampista | 29 años | 8        | C. Atlético Mineiro          |
| Álex Bolaños               | Mediocampista | 37 años | 2        | Liga Deportiva Universitaria |
| José Cevallos Enríquez     | Mediocampista | 27 años | 1        | Liga Deportiva Universitaria |
| Segundo Alejandro Castillo | Mediocampista | 39 años | 4        | Barcelona S. C.              |
| Matías Oyola               | Mediocampista | 39 años | 4        | Barcelona S. C.              |
| Felipe Caicedo             | Delantero     | 33 años | 13       | R. C. D. Espanyol            |
| Ayrton Preciado            | Delantero     | 27 años | 1        | C. S. Emelec                 |
| Enner Valencia             | Delantero     | 32 años | 12       | Club Tigres UANL             |
| Miler Bolaños              | Delantero     | 31 años | 8        | Grêmio F. P. A.              |
| Ángel Mena                 | Delantero     | 34 años | 7        | C. D. Cruz Azul              |
| Michael Arroyo             | Delantero     | 34 años | 5        | Club América                 |
| Fidel Martínez             | Delantero     | 31 años | 9        | Club Universidad Nacional    |
| Pedro Perlaza              | Delantero     | 31 años | 0        | Delfín S. C.                 |
| Jacob Murillo              | Delantero     | 28 años | 1        | Delfín S. C.                 |
| Carlos Garcés Acosta       | Delantero     | 31 años | 2        | Delfín S. C.                 |
| Roberto Ordóñez Ayoví      | Delantero     | 36 años | 2        | Delfín S. C.                 |
| Michael Estrada            | Delantero     | 25 años | 2        | Independiente del Valle      |
| Marcos Caicedo             | Delantero     | 30 años | 5        | Barcelona S. C.              |
| Romario Ibarra             | Delantero     | 27 años | 2        | C. D. Universidad Católica   |
| Jonny Uchuari              | Delantero     | 28 años | 1        | C. Deportivo Cuenca          |
| Renato Ibarra              | Delantero     | 31 años | 9        | Club América                 |
| Joao Plata                 | Delantero     | 29 años | 0        | Real Salt Lake               |

## Estadísticas

### Generales
| 20 | 18 | 6 | 2 | 10 | 26 | 29 | -3 |

| 13 | 9 | 4 | 1 | 4 | 14 | 13 | +1 |

| 7 | 9 | 2 | 1 | 6 | 12 | 16 | -4 |

### Goleadores
| Jugador           | Partidos | Goles | Jugada | Cabeza | T. libre | Penal |
| Felipe Caicedo    | 13       | 7     | 4      | 1      |          | 2     |
| ----------------- | -------- | ----- | ------ | ------ | -------- | ----- |
| Enner Valencia    | 12       | 5     | 4      |        |          | 1     |
| Fidel Martínez    | 9        | 2     | 2      |        |          |       |
| Miler Bolaños     | 9        | 2     | 2      |        |          |       |
| Romario Ibarra    | 2        | 2     | 2      |        |          |       |
| Antonio Valencia  | 12       | 1     | 1      |        |          |       |
| Gabriel Achilier  | 12       | 1     |        | 1      |          |       |
| Jefferson Montero | 9        | 1     | 1      |        |          |       |
| Arturo Mina       | 9        | 1     |        | 1      |          |       |
| Frickson Erazo    | 7        | 1     | 1      |        |          |       |
| Ángel Mena        | 7        | 1     | 1      |        |          |       |
| Cristian Ramírez  | 6        | 1     | 1      |        |          |       |
| Michael Arroyo    | 5        | 1     |        |        | 1        |       |

### Asistencias
| Jugador                    | Asistencias |
| Antonio Valencia           | 4           |
| -------------------------- | ----------- |
| Enner Valencia             | 3           |
| Miler Bolaños              | 3           |
| Juan Carlos Paredes        | 2           |
| Renato Ibarra              | 2           |
| Roberto Ordóñez Ayoví      | 2           |
| Christian Noboa            | 1           |
| Jefferson Montero          | 1           |
| Fidel Martínez             | 1           |
| Juan Cazares               | 1           |
| Segundo Alejandro Castillo | 1           |